# السنتان التاليتان من الجمهورية الإسبانية الثانية

علم الجمهورية الإسبانية الثانية.

فترة السنتين التاليتين من الجمهورية الإسبانية الثانية وسميت أيضًا فترة السنتين التصحيحية أو فترة السنتين المحافظة أو فترة الإصلاح المضاد، وسميت أيضًا فترة السنتين السوداوين على اليسار، وهي فترة من الجمهورية الثانية ظهرت بين الانتخابات العامة في نوفمبر 1933 وحتى انتخابات فبراير 1936 حكمت الجمهورية الإسبانية أحزاب يمين الوسط بقيادة الحزب الجمهوري الراديكالي وزعيمها أليخاندرو ليروكس، بالتحالف مع اليمين الكاثوليكي بقيادة الاتحاد الإسباني لليمين المستقل CEDA والحزب الزراعي، بدءا من البرلمان ومن ثم المساهمة بتشكيل الحكومة. ألهب دخول CEDA في الحكومة في أكتوبر 1934 باندلاع أحداث مهمة في تلك الحقبة: ثورة أكتوبر 1934 وهو تمرد اشتراكي فاشل استمر في أستورياس فقط لبضعة أسابيع (المكان الوحيد الذي ساهم فيه الاتحاد الوطني للعمل CNT)، وتمكن الجيش من اخماده (ثورة أستورياس). وعلى عكس الاستقرار السياسي النسبي في فترة السنتين الأولى (بحكومتين رأسهما مانويل أثانيا)، كانت فترة السنتين الثانية هي حقبة لم تعمر فيها الحكومات التي رأسها الحزب الجمهوري الراديكالي ثلاثة أشهر (شكلت 8 حكومات في سنتان) وتناوب عليها ثلاثة رؤساء مختلفون (أليخاندرو ليروكس وريكاردو سامبر وخواكين شابابريتا)، وترأس الحكومتان الأخيرتان من فترة السنتين بورتيلا فالاداريس الوسطي التي استمرت فترة أقل.

## انتخابات نوفمبر 1933
قرر رئيس الجمهورية نيكيتو الكالا زامورا حل الأزمة التي نشأت عن حل الائتلاف الجمهوري الاشتراكي الذي دعم حكومة مانويل أثانيا خلال فترة السنتين الأولى بحل كورتيس المنتخب في يونيو 1931، لأنه يعتقد أن لم يعد هؤلاء يمثلون الرأي العام المهيمن في ذلك الوقت بعد ردود الفعل والتوترات القوية التي عانت منها إسبانيا نتيجة للسياسة الإصلاحية التي اتبعتها حكومة الائتلاف الأثاني-الاشتراكي، ولهذا السبب سعى «"للتوجه والانسجام النهائي والذهاب إلى الاستشارة المباشرة للإرادة العامة»، كما ذكر في ديباجة المرسوم الذي حل الكورتيس ودعا إلى الانتخابات.
أدخل القانون الانتخابي الجديد الصادر في 27 يوليو 1933 بعض التغييرات فيما يتعلق بما تم تطبيقه في الانتخابات السابقة في يونيو 1931: ارتفع عدد الأصوات المطلوبة للمرشح للنجاح في الجولة الأولى إلى 40٪، في حين فإن في الانتخابات الثانية في حال عدم وصول قائمة المرشحين إلى 40٪، ستكون الجولة الثانية مع الذين حققوا أعلى من 8٪ في الجولة الأولى بالإضافة إلى ذلك أصبح التغيير في تحالف المرشحين بين المرحلتين ممكن. لكن الشيء الأساسي الذي بقي هو: كان نظام الانتخابات بأغلبية القوائم المفتوحة هو الذي ساعد المرشحين من نيل أصوات أكثر، بحيث نالت الأحزاب المتحالفة على عدد أكبر من النواب مما لو دخلت لوحدها.

### الأحزاب
على عكس الانتخابات التأسيسية في يونيو 1931، فقد شكل اليمين السياسي ائتلافًا انتخابيًا رسميًا يوم 12 أكتوبر 1933 باسم اتحاد اليمين والزراعيين، الذي ضم حزب سيدا ومعه الأحزاب الزراعية والتقليديين (من الحركة الكارلية)، بالإضافة إلى بعض «الزراعيين والكاثوليك» المستقلين. على الرغم من خلافاتهم الأيديولوجية والتكتيكية، فقد تمكنوا من وضع برنامج الحد الأدنى الذي يتكون من ثلاث نقاط والتي تعكس المحاور الثلاثة التي تحولت سياستهم في المواجهة مع حكومات مانويل أثانيا خلال فترة السنتين الأولى «دفاعا عن النظام والدين»: مراجعة دستور 1931 والتشريع الإصلاحي لفترة السنتين السابقة، خاصة الاجتماعية والدينية؛ إلغاء قانون الإصلاح الزراعي لسنة 1932، وإطلاق سراح السجناء السياسيين، مما يعني العفو عن جميع المدانين من السجن بسبب محاولة الانقلاب التي وقعت في أغسطس 1932 بقيادة الجنرال سانخورخو، وكذلك تحرير المتمردين الأناركيين والسجناء السياسيين الآخرين. قدمت CEDA خلال الحملة عرضًا دعائيًا كبيرًا بفضل التمويل الذي حصلت عليه أعلى بكثير من بقية الأحزاب التي دخلت الانتخابات. في بيان حدد «التحالف المناهض للماركسيين» (الذي كان هو الاسم الذي تبناه ائتلاف اليمين غير الجمهوري لدائرة مدريد)، الذي نشرته الجريدة الكاثوليكية El Debate في 1 نوفمبر: السياسة التي طبقتها حكومات أثانيا الاشتراكية فترة السنتين الأولى هي «ماركسية» بمفهومها المادي والمعادي للكاثوليكية وللحياة والمجتمع ومعاداة الإسبانية.
أما من الجانب الآخر، فإن الحزب الجمهوري الراديكالي بزعامة أليخاندرو ليروكس الذي قاد المعارضة لحكومات مانويل أثانيا سنة 1933، كان يأمل في جني ثمار تلك الحملة وقدم نفسه بأنه خيار وسط بشعار «الجمهورية والنظام والحرية والعدالة الاجتماعية والعفو». لذلك اتفق مع المجموعات الجمهورية الأخرى من يمين الوسط (الحزب الجمهوري التقدمي بزعامة ميلكياديس ألفاريز واليمين الجمهوري الليبرالي حزب رئيس الجمهورية نيكيتو الكالا زامورا) ومع CEDA والحزب الزراعي في الدوائر الانتخابية التي احتاجت إلى إجراء الجولة الثانية. ومن ناحية أخرى فإن اليسار الجمهوري والاشتراكيين الذين كانوا متحالفين في الانتخابات التأسيسية لسنة 1931، حيث انفصلوا في تلك الانتخابات. وقد فرض لارجو كاباليرو موقفه في PSOE بقطع العلاقات مع الجمهوريين تمامًا، ضد الموقف الإيجابي للتحالف الذي طالب به إندليسيو بريتو وفرناندو ديلوس ريوس.
نشر الاتحاد الوطني للعمل (CNT) حملة لم يسبق لها مثيل من أجل الامتناع عن التصويت، ووصف «الناخب بالحيوان» مع تجريد اليمين واليسار من الأهلية: «السياسيون كانوا نسورا ويجب الإطاحة بهم عن طريق الثورة». كان البديل هو التمرد إذا فازت «النزعات الفاشية» بالانتخابات وتأسيس الشيوعية التحررية.

### النتائج
أظهرت نتيجة انتخابات نوفمبر 1933، التي صوتت فيها النساء لأول مرة (عددهم 6,800,000)، كانت هزيمة اليسار الجمهوري والاشتراكيين وانتصار اليمين واليمين الوسط، وسبب ذلك هو توحيدهم معًا لتشكيل تحالفات، بينما اليسار بدا متشرذما. حصل ائتلاف اليمين غير الجمهوري على حوالي 200 نائب (منهم 115 من CEDA و30 من الزراعيين و20 من التقليديين و14 من التجديد الإسباني ألفونسويين و18 مستقل عن اليمين بالإضافة إلى فاشيين اثنين واحد من الفلانخي الإسبانية والآخر من الحزب القومي الإسباني). بينما حصل يمين الوسط والوسط على حوالي 170 نائبا (102 من الحزب الجمهوري الراديكالي و9 من الليبراليين الديمقراطيين و3 من التقدميين؛ 11 من الحزب القومي الباسكي (PNV)؛ 24 العصبة الإقليمية؛ الحزب الجمهوري الغاليسي 6؛ حزب جمهوري محافظ 17) وشهد اليسار انخفاض تمثيله إلى مائة عضو برلماني (59 من PSOE و17 ERC؛ USC 3؛ حزب العمل الجمهوري 5؛ الفيدرالي 4 ؛ حزب جمهوري الراديكالي الاشتراكي المستقل 3). كان هناك تحول مذهل فيما يتعلق بالبرلمان التأسيسي، على الرغم من أن البرلمان كان مضطربًا جدًا وكانت الاتفاقات ضرورية لضمان الحكم.
وفقًا لشهادة المتطرف دييغو مارتينيز باريو، حاول اليساريون الجمهوريون والاشتراكيون بزعامة مانويل أثانيا الضغط على رئيس الجمهورية نيكيتو ألكالا زامورا لإلغاء نتائج الانتخابات. ومع ذلك فقد عقدت الجلسة الافتتاحية للكورتيس الجديد بشكل طبيعي في 8 ديسمبر 1933 برئاسة الكالا زامورا.
وكما أشار المؤرخ سانتوس جوليا: «كانت نتيجة الانتخابات إعادة تنظيم مذهلة للنظام الحزبي، ومثال جيد على مدى بقاء الجمهورية من كونها دولة ديمقراطية موحدة.» كان التغيير الأبرز هو ظهور المشهد البرلماني لـ CEDA وهو اليمين الكاثوليكي «العرضي» الذي لم يعلن ولاءه للجمهورية وأصبح أكبر أقلية في الكورتيس. حصلت الأحزاب الأخرى من اليمين أو يمين الوسط (الزراعيين والمحافظين والعصبة والتقدميين والليبراليين الديمقراطيين) على نتائج مقبولة، وأصبحت قطعًا أساسية لتشكيل الحكومة. التغيير الهائل الآخر للنظام الحزبي فكانت الهزيمة غير المقبولة لليسار الجمهوري والتصحيح القاسي الذي عانى منه الاشتراكيون، والذين قدموا أنفسهم وحدهم إلى الانتخابات بطموحهم للحصول على أغلبية كافية تسمح لهم بالحكم والانتقال السلمي من «الجمهورية البرجوازية» إلى «جمهورية اشتراكية». وأخيرًا يجب الملاحظة أن الموقع المركزي احتله الحزب الراديكالي.
كان هناك الكثير من النقاش حول سبب انتصار اليمين واليمين الوسط في تلك الانتخابات. وقيل انه بسبب تصويت النساء، والمعروف أن للكنيسة تأثير قوي عليهن. وكذلك حملة امتناع CNT فحرم أصواته عن الأحزاب اليسارية. إلا أن المؤرخون استبعد هذين السببين. وقال جوليان كازانوفا: "لقد صوتت النساء في 1936، وكثير منهن لصالح CEDA والأحزاب اليمينية، وبعد ذلك فازوا في الأحزاب اليسارية". أما بالنسبة للرأي الثاني فوفقًا لجوليان كازانوفا فإن "الامتناع كان ملحوظًا بشكل خاص في مدن مثل إشبيلية وبرشلونة وقادس وسرقسطة، حيث كان للأناركيين حضور أكبر. لكن الأبحاث التي أجريت على كاتالونيا، وهي المكان الذي تكون جذور الوحدة النقابية الثورية (CNT) قوية، أظهرت أن السلوك الانتخابي الممتنع لأسباب أيديولوجية، أي بواسطة الدعاية الأناركية قد اقتصر على قطاعات الأقليات في الطبقة العاملة. السبب الرئيسي لهزيمة اليسار وانتصار اليمين هو أن الأولى كانت مفككة وأن الأخيرة متحدة، على عكس ما حدث في انتخابات 1931.

## أول ثلاث حكومات راديكالية (ديسمبر 1933 - أكتوبر 1934)
بالنظر إلى الاختفاء العملي لليسار الجمهوري في البرلمان، فإن الخيار الوحيد المتبقي لتشكيل حكومة مستقرة هما القائمتين الرئيسيتين: الحزب الجمهوري الراديكالي (102 نائبا) وسيدا (115 نائبا). فتوصلا إلى نوع من الاتفاق بدعم من الأحزاب الصغبرة، مثل الحزب الزراعي (30 نائبا) والعصبة الإقليمية (24) والحزب الديمقراطي الليبرالي الجمهوري (9 نواب)، وبالتالي وصل العدد إلى 237 نائبا مؤيدا لنيل الأغلبية في الكورتيس.
كلف رئيس جمهورية الكالا زامورا زعيم الحزب الراديكالي أليخاندرو ليروكس بتشكيل حكومة «جمهورية بالكامل»، ولكن من أجل الحصول على ثقة الكورتيس فإنه يحتاج إلى دعم حزب سيدا -والذي استبعده الرئيس من طلب التكليف بسبب عدم إصداره إعلان علني بالولاء للجمهورية- وأحزاب يمين الوسط الأخرى (الديموقراطيين الزراعيين والليبراليين الذين دخلوا الحكومة بوزارة واحدة لكل منهم). كما أشار سانتوس جوليا بأن الراديكالبين برروا هذا الخيار باعتباره الطريقة الوحيدة لولوج اليمين الكاثوليكي بالجمهورية وبالتالي تحقيق «جمهورية لجميع الإسبان»؛ واحتج اليمين الكاثوليكي الممثل بحزب سيدا (CEDA) بأنها أفضل طريقة للاقتراب من السلطة لإصلاح الدستور. وبدعم من انتصاره الانتخابي طبق خوسيه ماريا جيل روبليس تكتيكاته ذات ثلاث مراحل التي أعلن عنها قبل عامين: قدم دعمه لحكومة يرأسها ليروكس ثم اتخذ خطوة للأمام للمطالبة بدخول الحكومة ليقوم لاحقا برئاستها. وبمجرد الحصول على الرئاسة لإعطاء منعطف السلطوي للجمهورية من خلال بناء نظام مماثل لنظام الديكتاتوريات النقابوية التي تأسست للتو في البرتغال (1932) والنمسا (1933). من ناحية أخرى أوضح مؤلفون آخرون بأن CEDA كانت تنوي تصحيح التشريعات السابقة وتأكيد موقفها كحزب أغلبية ودعم حكومي من أجل عكس السياسات السابقة، كما جاء في بند الجلسات.
وبتاريخ 19 ديسمبر 1933 قدم أليخاندرو ليروكس حكومته المؤلفة من سبعة راديكالين وجمهوريين مستقلين وليبرالي-ديموقراطي وواحد من الحزب الزراعي. وهكذا بدأ ما أطلق عليه ليروكس «جمهورية لجميع الإسبان».
اعتبر أنصار الملكية أن دعم سيدا لحكومة ليروكس «خيانة»، لذلك بدأوا اتصالاتهم مع إيطاليا الفاشية وزعيمها موسوليني لتزويدهم بالمال والسلاح والدعم اللوجستي لإسقاط الجمهورية واستعادة النظام الملكي. ولتحقيق هذه الغاية في مارس 1934 سافروا إلى روما للقاء موسوليني وباقي القيادة الفاشية. ومن جانبهم عد الجمهوريون من اليسار والاشتراكيون أن اتفاق سيدا-الراديكالي هي «خيانة للجمهورية» وحاولوا حث رئيس الجمهورية على الدعوة لإجراء انتخابات جديدة قبل البدء بجلسات البرلمان المنتخب حديثًا. وذهب اشتراكيو PSOE وUGT إلى أبعد من ذلك وهددوا باشعال ثورة إذا دخلت سيدا الحكومة، والتهديد خطير لأنه صدر من أحد الأحزاب التي أسست الجمهورية وحكمت خلال فترة السنتين الأولى.
في هذا السياق بدأت الحكومة الجديدة نشاطها بهدف محدد هو تصحيح المسار الذي اتبعته حكومة اليسار في الفترة السابقة من الجمهورية. كانت محاولة حكومة ليروكس إجراء إصلاحات على الفترة السابقة وليس إلغائها بهدف دمج اليمين «العرضي» المتمثل بحزبي سيدا والزراعي بالجمهورية. واعتقد ليروكس أن تصحيح جزئي في إصلاحات فترة السنتين الأولى سيكون كافياً، مع الحفاظ على الإخلاص للمبادئ الأساسية المعلنة في 14 أبريل. ولكن سرعان ماندلعت التوترات لأن سيدا وحلفائها يسعون بالمضي أكثر في التصحيح. ونفذت الحكومة الراديكالية سياساتها في الأرباع الثلاثة الأولى لسنة 1934، على الرغم من أنها قد تكون غير مقبولة لليسار الذي حكم خلال السنوات السابقة إلا أنها لم تعرض الجمهورية للخطر، إذا كان من المفهوم أنها شكل من أشكال الحكومة ونظام الحرية مستقلة عن برامج حزبها.
وانتقد دييغو مارتينيز باريو رئيس وزراء حكومة ليروكس تعاونه مع CEDA حتى تعلن نفسها الولاء للجمهورية وندد بالضغط الذي يمارس والذي دفع الحكومة إلى تنفيذ سياسة يمينية متزايدة. واستقال في نهاية فبراير، مما أجبر ليروكس على تشكيل حكومة ثانية في 3 مارس (غادر مارتينيز باريو الحكومة ومعه وزير المالية أنطونيو لارا ووزير التعليم خوسيه باريا ييبينيس؛ وحل محلهم سلفادور دي مادارياغا أكاديمي ودبلوماسي، ومانويل ماراكو في وزارة الخزانة، ورافائيل سالازار ألونسو في الداخلية، حيث سيزيد من صلابة إجراءات وكالات إنفاذ القانون). مع رحيل مارتينيز باريو من حكومة ليروكس، بدأت الحكومة بالخضوع أكثر وأكثر لضغط سيدا، كما نرى مع الأزمة التي اندلعت في أبريل بسبب الموافقة على قانون العفو الذي أسقط الحكومة.
في 20 أبريل 1934 وافق البرلمان على قانون العفو (أحد النقاط الثلاث لبرنامج" CEDA، والذي ظهر أيضًا في البرنامج الانتخابي للحزب الجمهوري الراديكالي)، مما يعني إطلاق سراح جميع المعنيين في انقلاب 1932 (سانخورخادا) بمن فيهم الجنرال سانخورخو، ومن شاركوا في التمرد الأناركي في ديسمبر 1933؛ بالإضافة إلى إعادة إصدار المجلة (Acción Española) مما سمح لخوسيه كالفو سوتيلو بالعودة إلى إسبانيا. المشكلة التي نشأت هي قرار رئيس الجمهورية نيكيتو ألكالا زامورا باستخدام حق النقض (الفيتو) ضد القانون، لكن لم يوافق اأي وزير على المصادقة بمرسوم إعادته إلى الكورتيس ثانية، لذلك كان على نيكيتو ألكالا زامورا التوقيع عليه، على الرغم من أنه أرفقه بكتابة شخصية طويلة تشكك بدستورية القانون والذي أثار اعتراضات مختلفة، إحداهما هي حرمانه من ممارسة دستورية حق النقض. فوجد ليروكس أنه فقد ثقة الرئيس فقدم استقالته. كان حل الأزمة هو إيجاد زعيم راديكالي جديد لرئاسة الحكومة. فكان في البلنسي ريكاردو سامبر الذي شكل الحكومة الراديكالية الثالثة في 28 أبريل 1934. وظل في السلطة حتى بدأت CEDA في أوائل أكتوبر المرحلة الثانية من استراتيجيتها لمطالبة السلطة بدخول ثلاثة من أعضائها في مجلس الوزراء كانت الحجة هي الافتقار المزعوم لحكومة سامبر إلى حل النزاع مع حكومة كتالونيا بسبب موافقة البرلمان الكاتالوني على قانون عقود الزراعة والإعلان اللاحق بعدم دستوريته من محكمة الضمانات الدستورية.
بمجرد ولادتها فقدت حكومة سامبر تأييد تسعة عشر نائبا من حزبه الذين اتبعوا خطى مارتينيز باريو. وزعمت مجموعة المنشقين في بيان نشر في 19 مايو مغادرتهم الحزب لأنه لم يعد يتبع الأيديولوجية القديمة الراديكالية بل أصبح يمينيا. بعد ثلاثة أشهر اندمجت تلك المجموعة برئاسة مارتينيز باريو مع الحزب الجمهوري الاشتراكي الراديكالي (PRRS) برئاسة فيليكس جوردون أوردا لتنشئ حزبًا جديدًا يدعى الاتحاد الجمهوري، والذي بدأ مقتربا من نهج اليسار الجمهوري حزب مانويل أثانيا الجديد. ظهر في أبريل 1934 اندماج العمل الجمهوري والحزب الجمهوري الجاليكي والحزب الجمهوري الاشتراكي الراديكالي المستقل لمارسيلينو دومينغو.
كان لخروج 19 نائباً منشقًا بقيادة مارتينيز باريو أن جعل حكومة سامبر الجديدة أكثر ضعفا أمام ضغوط CEDA، ليس فقط من البرلمان ولكن أيضًا من خلال مظاهرات القوة كالتجمعين الهائلين اللذين عقدهما في إليسكوريال وفي كوفادونجا، وفيه ظهرت علامات على أدوات فاشية، مثل تمجيد زعيمهم خوسيه ماريا جيل روبليس الذي حضر مؤخرًا مؤتمر الحزب النازي في نورمبرغ، مع صيحات «الزعيم الزعيم الزعيم». عبر جيل روبليس دائمًا عن نفسه علنًا من خلال ضمان أن الإصلاح الدستوري سيأتي في وقت واحد عن طريق قهر الرأي العام والتصديق عليه في صناديق الاقتراع. وفي الوقت نفسه ازدادت أعداد الاشتراكيين الذين رفضوا الاختباء استعدادًا للتعبير عن أنفسهم بالسلاح قبل احتمال مشاكل وصول اليمين إلى السلطة. وفي أغسطس 1934 وبدون أي سبب معين، طالب نصف المحتجين الاشتراكيون مثل التجديد «بالثورة المسلحة لأخذ السلطة».

### المشكلة الأولى: التمرد الأناركي في ديسمبر 1933

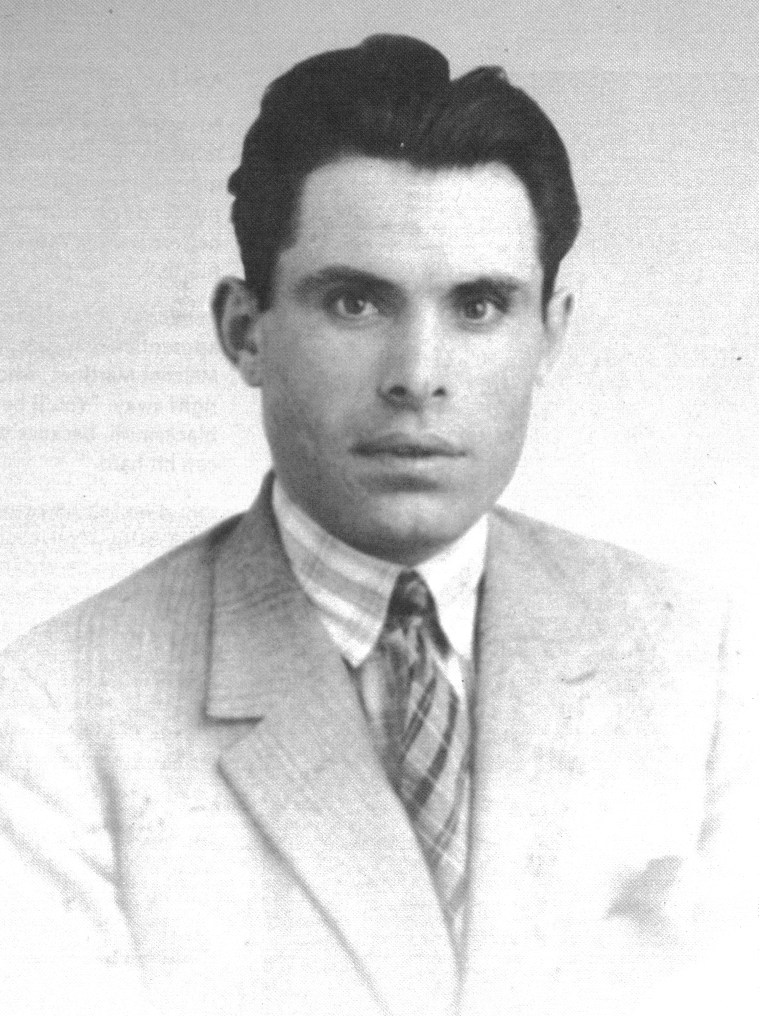
بوينافنتورا دوروتي

عندما اندلعت ثالث انتفاضة أناركية في تاريخ الجمهورية، لم تكن الحكومة الجديدة قد اكملت تشكيلها بعد. وكانت الانتفاضتان السابقتين في فترة السنتين الأولى قد فشلتا تمامًا. لذلك بمجرد ظهور نتائج الجولة الأولى من انتخابات نوفمبر 1933، اتخذ قرارا في الجلسة العامة الوطنية للاتحاد الوطني للعمل التي عقدت في سرقسطة في 26 نوفمبر بتشكيل لجنة ثورية مسؤولة عن تنظيمها وتوحيدها، حيث كثير من أعضاء اللجنة هم أعضاء في الاتحاد الأيبيري اللاسلطوي FAI. ففي نفس اليوم الذي تم فيه افتتاح دورة الانعقاد الجديدة للبرلمان في 8 ديسمبر، أمر الحاكم المدني لسرقسطة بإغلاق مبنى الاتحاد الوطني للعمل كتدبير وقائي ونشر قوات إنفاذ القانون في الشوارع، لكن هذا لم يمنع أنه بعد ظهر ذلك اليوم نفسه وخلال الأيام الست التالية، امتدت عمليات إطلاق النار والمواجهات بين الشرطة والثوريين الذين أرادوا زرع الشيوعية التحررية، في مدينة أصابها الشلل بسبب الإضراب. مات 12 شخصًا في اليوم الأول فقط. وبتاريخ 14 من الشهر أعلنت حالة الطوارئ وتدخل الجيش لاستعادة النظام، وقاد حرس الاقتحام الترام بمعية الجنود. وفي يوم 15 من الشهر أمرت CNT أعضائها بالعودة إلى العمل وفي اليوم التالي اعتقلت الشرطة اللجنة الثورية، واعتقل دوروتي لاحقًا في برشلونة.
امتدت حركة التمرد التي بدأت في سرقسطة إلى مواقع أخرى في أراغون ولا ريوخا حيث تم إعلان الشيوعية التحررية ووقعت فيها الأحداث الأكثر خطورة تبعتها خطة مماثلة: محاولة الاستيلاء على ثكنات الحرس المدني، احتجاز السلطات والأشخاص الأثرياء، حرق ملفات الممتلكات والوثائق الرسمية، وتوريد المنتجات وفقًا لقواعد الشيوعية التحررية. فكان رد الحكومة دائمًا لم يتغير: القمع العنيف. كانت هناك أيضًا بعض الاضطرابات الفوضوية في أماكن منعزلة في إكستريمادورا وأندلسيا وكاتالونيا وحوض ليون للتعدين والذي كان قد سيطر عليه بالكامل يوم 15 ديسمبر. ووقعت اشتباكات عنيفة خلال التمرد مع القوى العاملة، حيث انحرفت القطارات عن مسارها، والتفجيرات وتدمير أرشيف الأهالي، وحرق الكنائس وتخريب السكك الحديدية والجسور وخطوط التلغراف والهاتف، إلى جانب العديد من عمليات إطلاق النار والمناوشات. وقع تسعة عشر قتيلا بسبب خروج قطار برشلونة-إشبيلية السريع في بوزول (بلنسية).
كان رصيد الأيام السبعة من التمرد الأناركي في ديسمبر 1933 هو 75 قتيلاً و 101 جريحًا من المتمردين. وقتل 11 من الحرس المدني و 3 من حرس الاقتحام، وجرح 45 و 18 على التوالي منهم. بالنسبة لأولئك المتورطين في ثورة ديسمبر، كما أطلق عليها بعض الأناركيين تم تطبيق قانون النظام العام الصادر سنة 1933. ومن ناحية أخرى فإن فشل ذلك التمرد ترك الاتحاد الوطني للعمل CNT مفككا ومنفصلاً وبدون نظام اعلامي. وألقى قادة النقابات العمالية الأكثر اعتدالاً الذين طردوا من اتحاد CNT أمثال خوان بييرو من اتحاد نقابات العمال الليبراليين باللائمة على الكارثة على أكثر الفصائل تطرفًا في النقابة الأناركية وهو اتحاد FAI، الذي سيطر أعضاؤه على «اللجنة الثورية» للتمرد.

### المسألة العسكرية
ظل إصلاح أثانيا العسكري في مكانه بالرغم من أن الحكومات الراديكالية الثلاث أعطت إداراتها توجها عكسيا ملحوظا عن مرحلة أثانيا. فحاول وزير الحرب دييغو هيدالغو جذب الجيش الساخط، وخاصة الأفارقة لمنحهم ترقيات للمناصب الشاغرة التي كان من المفروض إلغائها. وبذا ترقى بعض ضباط الجيش المشكوك في ولائهم للجمهورية، مثل الجنرال فرانكو الذي تعهد -ضد رأي بقية الحكومة- إلى تولي العمليات العسكرية ضد المتمردين في ثورة أستورياس 1934، أو الجنرال غوديد المتورط في انقلاب أغسطس 1932 الفاشل بقيادة الجنرال سانخورخو. على أي حال في صيف 1934، لم يكن الجيش متحدًا أمام مشاهد العنف ضد الجمهورية أو إلغاء حرية التعبير والتجمع والتظاهر، كما يتضح من فشل سانخورخادا.

### مسألة الدين
ركزت المعركة الأولى لسياسة الحكومات الراديكالية الدينية على أصول الكنيسة. كانت الحكومة تدرك أنه إذا تم تنفيذ دستور 1931 بصرامة، والتي بموجبها سيلغى ميزانية الكهنة في سنة 1934، فسيتم ترك أفقر كهنة الرعية (خصوصا كهنة الريف) بدون دخل مادي. (وأثيرت تلك مشكلة في حكومة مانويل أثانيا لكنها لم تحسم).
وهكذا أقرت الحكومة مشروع قانون يتلقى بموجبه رجال الدين الذين يعملون في أبرشيات يقل عدد سكانها عن 3000 نسمة والذين تجاوزوا الأربعين في 1931 ثلثي رواتبهم منذ 1931. ولكن عندما نقلته إلى البرلمان في يناير 1934، اتهمها اليسار بتنفيذ سياسة «مناهضة للجمهوريين». وأيضا اعترضت CEDA لأنه اعتبر أن المساعدات الاقتصادية المقترحة قليلة جدًا، وهي خيبة أمل شاطرها أكثر من غيرها المعتدلين في الكنيسة الكاثوليكية برئاسة الكاردينال فرنسيسكو فيدال. فقدم الراديكاليون بعض التنازلات، ومنها جعل السكان أكثر من 3000 نسمة، وبالآخر دعم حزب سيدا المشروع (على الرغم من أنه بعيد جدا عن توقعاتهم) وتمت الموافقة على القانون في 4 أبريل 1934. ونشرت صحيفة El Socialista في اليوم التالي: «حتى الأمس لم نتمكن من تفريق بين الحزب الراديكالي والحزب الذي يقوده السيد جيل روبليس. مع تنازلات من هذا النوع، فإن الجمهورية لن تدوم أكثر من أربعة أشهر... وإذا أرادت أن تعيش كما هي حاليًا، فالأفضل لها أن تموت. وصرح الاشتراكيون الراديكاليون أن القانون يعرض «نقاء النظام الجمهوري» للخطر. من جانبه طالب اليمين الملكي باستعادة ميزانية رجال الدين سنة 1931 بكاملها.
وقعت المعركة الثانية لسياسة الحكومة الدينية كان في مجال التدريس. أدركت الحكومة الراديكالية أن الاستعاضة عن المدارس الدينية الخاصة بالمدارس العامة المقرر إجراؤها في يناير 1934 في حالة التعليم الابتدائي، ستخلق مشاكل إدارية وميزانية خطيرة بالنظر إلى نقص الأموال والمدارس والمدرسين. على سبيل المثال، قدّرت بلدية قادس أن 130 صف مدرسي تحتاجه البلدية سيكلف حوالي 665,000 بيزيتا، والأموال التي نالتها بقرض حكومي استثنائي بلغت 100,000 بيزيتا. فأحد خيارات الحكومة هو مصادرة مباني المدارس الدينية لتحويلها إلى مدارس عامة، لكن هذا الخيار كان غير مقبول بالنسبة لـ CEDA حليفها البرلماني، الذي اعتبر التدريس "مسألة حيوية وليس هناك مجال للعودة بأي شكل من الأشكال»، واستمر الراديكاليون في المراهنة على تكامل اليمين الكاثوليكي العارض في الجمهورية. وبذا قدمت حكومة ليروكس في 31 ديسمبر 1933 مشروع قانون بتأجيل الموعد النهائي لاستبدال التعليم الابتدائي، وأن واصلت الحكومة ببناء المدارس العامة (ورفع راتب المعلمين). بالإضافة إلى ذلك، بما أن دستور 1931 سمح للمدارس الخاصة، فإنه بإمكان الكنيسة الكاثوليكية أن تبقي العديد من مدارسها مفتوحة لأن الكثيرين وضعوها باسم مدارس مشتركة.
تقبلت الحكومات الراديكالية شكاوي الكنيسة الكاثوليكية في نهاية فبراير 1934 من تكرار تمادي السلطات المحلية المفرط مرارًا وتكرارًا ضد الممارسة الحرة للعبادة الكاثوليكية، لا سيما فيما يتعلق بالمدافن الكاثوليك والعبادات واستخدام الأجراس». رغم أنه في العديد من الأماكن لم تكن هناك عقبات أمام الاحتفالات الكاثوليكية خارج الكنيسة (التي لم يحظرها دستور 1931 ولكنها أخضعت لنظام التصاريح). ومع وصول الراديكاليين إلى السلطة ازداد الحضور العام للعبادة الكاثوليكية في الشارع بشكل ملحوظ، وإن اختلفت بالأماكن (مثلا: لم تخرج مواكب أسبوع الآلام في ملقة وقرطبة سنة 1934). ومن ناحية أخرى أعادت الحكومات الراديكالية ممتلكات اليسوعيين، وبالذات تلك التي احتجزت حجزا غير قانوني، واستثنيت أربعة معاهد دينية من تطبيق قانون الطوائف، اثنان منها كانا مخصصين للأنشطة الخيرية.
أما الجانب الأخير من سياسة الحكومة الراديكالية الدينية، وهو جانب سري بالوقت نفسه: محاولة التفاوض على اتفاق مع الفاتيكان. فذكرت حكومة ليروكس في بيانها أن من الجوهري أن يكون هناك نوعًا من الاتفاق مع روما، على الرغم من أنه لايشمل مراجعة الدستور من أجل دمج ليس فقط اليمين الكاثوليكي «العرضي» داخل الجمهورية ولكن أيضًا الغالبية العظمى من الشعب الكاثوليكي. بعد إعادة العلاقات الدبلوماسية مع الكرسي الرسولي في يونيو 1934، تم الاحتفاظ بالاتصالات بطابع السرية وبدون تدخل حزب سيدا (CEDA). لكن الفاتيكان طالب بمراجعة جوهرية «للتشريع المناهض للدين» الذي تسبب في «أضرار جسيمة» للكنيسة الإسبانية، لذلك كان الاتفاق مستحيلاً. ثم اقترحت الحكومة تسوية مؤقتة، لكن عارضت الفاتيكان ومعها الكنيسة الإسبانية برئاسة إيسيدرو غوما إذا لم تتم مراجعة الدستور أولا. وبعد هزيمة ثورة أكتوبر 1934 ظهر الموقف الثابت للفاتيكان والتسلسل الهرمي الكنسي الإسباني حتى أصبح الاتفاق مستحيلًا. وكأن كل شيء توقف حتى تحتل CEDA رئاسة الحكومة وتغيّر الدستور.

### المسألة الاجتماعية بين أرباب العمل وال CNT و UGT
تم تعديل إصلاح لارغو كاباليرو للعمل-الاشتراكي جزئيًا بسبب ضغط منظمات أصحاب العمل، بالإضافة إلى أن الراديكاليين لم يرقهم أيضًا ذلك الإصلاح. ومع ذلك لم يتم إلغاء قانون عقود العمل أو قانون هيئة المحلفين المختلطة (على الرغم من أن إصلاحه قد نوقش)، لكن في حالة هذا الأخير، بدأ الرؤساء الذين عينتهم الحكومة يُحبِّطون أصحاب العمل بشكل أفضل.
كان السبب الأساسي لعدم التنفيذ الكامل «للإصلاح المضاد للعمالة» الذي طالب به أصحاب العمل هو أن النقابات لا تزال تحتفظ بقدرة كبيرة على التعبئة مما أدى إلى موجة متنامية من الإضرابات طوال 1934 (كان أهمها البناء والمعادن في مدريد والترام والميناء في برشلونة، وقبل كل شيء الإضراب العام الذي دام 36 يومًا والذي أصاب سرقسطة بالشلل)، الذي التأم فيه وللمرة الأولى منذ إعلان الجمهورية لجان مشتركة لكلا من UGT و CNT. وهو ما أجبر الحكومة على إبقاء هيئات المحلفين المختلطة في محاولة لإنهاء الإضرابات بقرارات ترضي العمال جزئياً على الأقل. زاد هذا من استياء أصحاب العمل من حكومات الحزب الراديكالي التي اتهموها بالضعف وبخيانة أولئك الذين صوتوا لصالحها.

### المسألة الزراعية بين الملاك وإضراب الفلاحين
احترم سيرلو ديلريو رودريجيز الذي كان وزيرا للزراعة في الحكومات الراديكالية الثلاث بالوتيرة المتوقعة لتطبيق قانون الإصلاح الزراعي، حيث استقر عدد أكبر من المزارعين سنة 1934 مقارنةً بفترة السنتين السابقتين، ونزع ملكية أربعة أضعاف الأراضي، على الرغم من أن قانون العفو الصادر في أبريل 1934 أعاد إلى «طبقة نبلاء إسبانيا» جزء من الأرض التي صادرتها حكومة أثانيا بسبب تورط بعض أعضائها في سانخورخادا.
ولكن الهدف الرئيسي لسياسة سيرلو ديلريو رودريجيز هي تفكيك «القوة الاشتراكية» في الريف، والتي ألغت أو عدلت بشكل جوهري المراسيم الزراعية للحكومة المؤقتة. وفوق ذلك رفضت تمديد مرسوم تكثيف المحاصيل في فبراير 1934، لذلك تم إجلاء حوالي 28,000 عائلة من الأراضي التي زرعوا فيها وكانت غير مزروعة. كما تمت زيادة تسهيلات إخلاء المستأجرين الذين لم يستوفوا المواعيد النهائية للدفع المنصوص عليها في العقود.. وإلغاء الأمر الفعلي لمرسوم الشروط البلدية وإصلاح هيئات المحلفين الزراعية المختلطة (الذين عينت الحكومة رؤساءها وكانوا يميلون أكثر فأكثر لصالح أرباب العمل) وسمحوا للمالكين مرة أخرى بحرية شبه كاملة لتوظيف العمال اليومية الذين يحتاجون إليهم والقدرة على الانتقام من منظماتهم. ونتيجة لهذا انخفضت الأجور الزراعية بعدما ازدادت خلال فترة السنتين الأولى.
ترجع سياسة «فصل السلطة الاشتراكية» في الريف إلى هجوم أصحاب مزارع الريف الذين فسروا انتصار اليمين واليمين الوسط في انتخابات نوفمبر على أنها انتصار على العمال اليومية والمستأجرين. استخدم بعضهم عبارة «أكل الجمهورية» عندما طلب العمال اليومية العمل أو عندما طردوا المستأجرين.
وجاء رد الاتحادات على هجوم ملاك الأراضي سريعا. ففي نهاية فبراير 1934 شجبت اللجنة الوطنية للاتحاد الوطني للعمال الأرض FNTT بأن مراسيم الحكومة المؤقتة الزراعية لم يتم تنفيذها وأنها تنتهك بانتظام من الملاك. وأعلنت إضرابا عاما تأوائل يونيو إذا تجاهلت الحكومة مطالباتهم، في وقت زادت فيه البطالة الزراعية (كان هناك أكثر من 400,000 عاطل عن العمل أي 63٪ من المجموع الذي كان حوالي 700,000، والتي مثلت 18٪ من السكان). التقى الأمين العام لـ FNTT ريكاردو زابالزا في 14 مايو مع وزير العمل خوسيه إستاديلا، الذي حاول مع وزير الزراعة سيريلو ديل ريو ورئيس الحكومة ريكاردو سامبير نفسه مفاوضته لتجنب الإضراب، لكن موقف وزير الداخلية رافائيل سالازار ألونسو المتشدد صعب ذلك لأنه كان مقتنعا بأن الإضراب هو مجرد بداية لحركة ثورية. ولهذا السبب أمر سالازار ألونسو الحكام المدنيين «بتعليق وحظر جميع أنواع الاجتماعات» وتنفيذ الرقابة المسبقة في الصحافة في كل ما يشير إلى إضراب الفلاحين.
لكن وتحت ضغط من قواعدها، وحتى بدون موافقة UGT (الذي كان يعد لإضراب عام ثوري وطني) دعت FNTT إلى إضراب العمال يوم 5 يونيو 1934، في وقت بدء الحصاد، دفاعًا عن المكاسب الاجتماعية في فترة السنتين الأولى (في العقود والعمالة والمرتبات والاعتراف بالنقابات والهيئات المحلفين المختلطة) وعلى أمل أن يدعمها عمال المدينة، ولكنهم لم ينضموا. أثر الإضراب على أكثر من 500 بلدية في الأندلس وإكستريمادورا ولا مانشا، وحوالي مائتي بلدية أخرى في المقاطعات الأخرى. استمرت من خمسة إلى خمسة عشر يومًا، اعتمادًا على درجة الغرس الاشتراكي في كل مكان. «لقد كان أكبر إضراب زراعي في التاريخ الإسباني.»
ولكن الأمر انتهى إلى أن دعمت الحكومة خط وزير الداخلية سالازار ألونسو المتشدد الذي اعتبر الإضراب «حركة ثورية» وأعلن حصاد المصلحة الوطنية، فأعطى تعليمات لمنع عمل منظمات الفلاحين. وهكذا أسفر «أعظم إضراب زراعي في التاريخ» عن قمع غير مسبوق في الجمهورية. كان هناك أكثر من 10,000 معتقل وأقيل حوالي 200 مجلس مدينة ذو توجهات يسارية واستعيض عنها بمديرين يمينيين عينتهم الحكومة. تسببت المصادمات بين المضربين والشرطة (والمخبرين) عن مقتل ثلاثة عشر وعشرات الجرحى.
نتيجة للأداء المفرط لسالازار ألونسو، تفككت النقابات الزراعية عملياً مما أدى إلى إضعاف مرونة العمال الزراعيين ضد الملاك.

### المسألة الإقليمية
حيدت حكومات الحزب الجمهوري الراديكالي الثلاث الدافع القانوني للدولة المتكاملة التي حددها دستور 1931 (والتي وفقا لسيدا تشكل خطرا من «تفكك الوطن»)، والتي تسببت في توترات خطيرة حيث العمل قائم بتنفيذ عمليات الحكم الذاتي.

#### شلل قانون الباسك والصراع الاقتصادي
أصيبت عملية الموافقة على قانون الحكم الذاتي لإقليم الباسك في فبراير 1934 بالشلل، بعدما أثار نائب كارلي من إقليم الباسك استبعاد مقاطعة ألافا من الحكم الذاتي في الإقليم، مدعيا أن الاستفتاء الذي جرى في 3 نوفمبر 1933 لم يصل إلى الأغلبية اللازمة (50٪) (وهي حقيقة جرت بسبب معارضة الكارليين لنظام الباسك الأساسي). وفي 12 يونيو انسحب نواب الحزب القومي الباسكي (PNV) من الكورتيز احتجاجًا على وقف تفعيل نظامهم الأساسي وتضامنًا مع اليسار الجمهوري لكتالونيا الذين انسحبوا أيضًا بعد أن ألغت محكمة الضمانات الدستورية قانون عقود الزراعة التي اعتمدها برلمان كتالونيا.
ثم في صيف 1934 نشأ نزاع حول الاتفاقية الاقتصادية (هدفت الحكومة المركزية إلى تعديل النظام الضريبي المحدد لتجارة النبيذ في إقليم الباسك) والذي تسبب في تمرد مؤسساتي للبلديات. بدأ مجلس مدينة بلباو ذات الأغلبية الجمهورية-الاشتراكية بتنفيذ تلك المبادرة، وعقد الجمهوري فرناندو ساسيان رئيس بلدية سان سيباستيان قيادة الحركة (ترأس في أغسطس 1930 اجتماع ميثاق سان سيباستيان الذي عقد في المقر الرئيسي لحزبه)، وأيدته بقية بلديات إقليم الباسك التي يحكم PNV العديد منها. كانت النقطة الرئيسية في الصراع هي الانتخابات التي أجرتها بلديات مقاطعات الباسك الثلاث (دون موافقة كورتيس) لانتخابات غير مباشرة (تصويت أعضاء المجلس) في 12 أغسطس من أجل تعيين لجنة تفاوض للدفاع عن الاتفاقية الاقتصادية وحاولت الحكومة منعه بكل الوسائل (اعتقلت وحاكمت أكثر من ألف من رؤساء البلديات والمستشارين واستبدلت العديد من مجالس البلدية بلجان إدارة حكومية).
وصلت الأمور ذروتها في النصف الأول من شهر سبتمبر. ففي 2 سبتمبر اجتمع برلمانيون باسك من الاشتراكيين وPNV برئاسة إندالسيو برييتو، وهو اشتراكي من بلباو في ثوماراغا تضامناً مع البلديات، وحضرها أيضًا بعض نواب اليسار الجمهوري لكتالونيا. ومع ذلك لم يرغب الحزب القومي الباسكي المساهمة بالاقتراح الداعي لتشكيل الأحزاب السياسية لجان من شأنها أن تتولى توجيه حركة البلديات، لأن ذلك قد يمنحها تحيزًا «سياسيًا» يربطها بالثورة التي يستعد لها الاشتراكيون؛ وفي الواقع في 28 سبتمبر عاد نواب PNV إلى البرلمان وقال متحدث باسم الحزب أنه لن يدعم أو يساهم في «حركة الفوضى» التي تم الإعلان أنها «إضراب ثوري عام». ففي 7 سبتمبر استقالت مجالس مدينة الباسك مرة واحدة، وفي 10 سبتمبر قُبض على رئيس البلدية وواحد وثلاثين عضوًا في مجلس مدينة بلباو (ونقلوا بعدها إلى سجن بورغوس) بتهمة ارتكاب جريمة الفتنة لكونهم البادئين بالتمرد. وقد قتل قبلها بيوم، أي 9 سبتمبر مالك الفندق والمعروف باسم الفانغيست مانويل كاريون دامبوريني في سان سباستيان وفي اليوم التالي قُتل في سان سباستيان أيضا زعيم حزب العمل الجمهوري مانويل أندريس كاسوس الذي كان مديرًا عامًا للأمن في آخر حكومة لأثانيا (وكانت جنازة مانويل أندريس كاساوس أضخم تجمع أقيم في سان سيباستيان حتى ذلك الوقت وقادها مانويل أثانيا وإنداليسيو برييتو). أخيرًا في 15 سبتمبر تم القبض على رجل الأعمال البلباوي هوراسيو إيشفاريتا الذي كان في وقت من الأوقات صديق حميم لإنداليسيو برييتو، للاشتباه في تورطه في مخبأ أسلحة السفينة الفيروزية التي اكتشفت قبل أيام في أستورياس. كانت الحكومة بهذا الاعتقال تحاول الحصول على انطباع للجمهور بأن إيشيفاريتا قد حصل على الأسلحة لصديقه السابق بريتو وللثورة التي كان الاشتراكيون يعدونها لفترة طويلة.

#### نزاع عقود الزراعة مع حكومة كتالونيا
كان الصراع مع حكومة كتالونيا (برئاسة لويس كومبنيس الذي خلف فرانسيسك ماسيا الذي توفي في 25 ديسمبر 1933) حول قانون الزراعة في 14 أبريل 1934 الذي أقره البرلمان الكاتالوني، مما يمكن مستأجري مزارع كروم العنب (rabassaires) من شراء الأرض بعد استزراعها لـ 15 عامًا. واحتج الملاك واستردوها بدعم من العصبة الإقليمية من أن الحكومة اتخذت القانون أمام محكمة الضمانات الدستورية. وفي 8 يونيو أعلن أن القانون غير دستوري لأن البرلمان الكاتالوني تجاوز صلاحياته المسندة إليه في قانون استقلال كاتالونيا لعام 1932.
وجاء رد حكومة كتالونيا بانسحاب نواب اليسار الجمهوري لكتالونيا الـ 18 من الكورتيس ومعهم 12 من PNV، وشكل اقتراح برلمان كاتالونيا قانونًا متطابقًا تمت الموافقة عليه في 12 يونيو تحديا خطيرا للحكومة ومحكمة الضمانات الدستورية. منذ تلك اللحظة حاولت حكومة سامبر التفاوض مع كتالونيا طوال الصيف في محاولة للتوصل إلى اتفاق، وفي الآخر اتهمت CEDA الحكومة بقلة العزم في «قضية rabassaire» فقرر سحب دعمه، الأمر الذي فتح أزمة في أكتوبر 1934. وظهرت إشارة بوجود بعض الانفراج بين حكومتي مدريد وكتالونيا، وأن نواب PNV عادوا إلى البرلمان في 28 سبتمبر بعد المقابلة التي جرت في برشلونة قبل أيام بين زعيم PNV خوسيه أنطونيو أغيري وكومبنيس التي أكد فيها أن النزاع في قانون عقود الزراعة في طريقه إلى الحل.

## ثورة أكتوبر 1934
في سياق معالجة المسائل ذات الأهمية البالغة والحساسة سياسيا (القضايا الدينية والعمل والتعليم ...)، سممت ثورة أكتوبر الحياة السياسية وشوهت نظام الجمهورية الثانية بعدم اليقين. «لقد تغير كل شيء بعد أكتوبر 1934».

### راديكالية الإشتراكيين

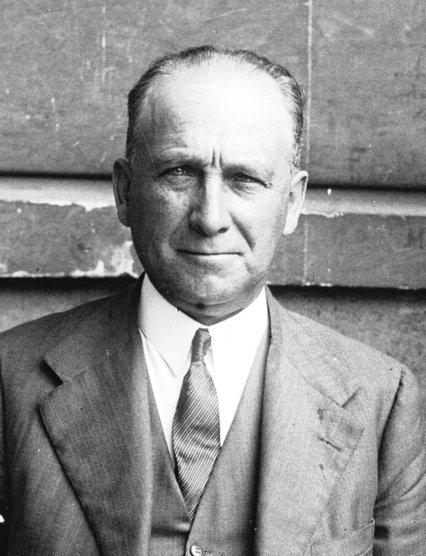
فرانثيسكو لارجو كابييرو

بعد طرد الاشتراكيون من الحكومة في سبتمبر 1933 وما تلاها من تمزق الجمهوريين، وخاصة بعد انتصار اليمين في انتخابات نوفمبر 1933، بدأوا بالتخلي عن «الطريق البرلماني» لتحقيق الاشتراكية واختاروا الطريق الثوري للاستيلاء على السلطة. فلم يعد النضال القانوني والإصلاحي والجمهورية البرلمانية مجديا عند الكثير من الاشتراكيين، مما جعل الثورة الاجتماعية هدفها الوحيد. هذا مابرره في يناير 1934 فرانسيسكو لارجو كاباليرو الزعيم الاشتراكي الذي لعب دور البطولة في هذا التغيير في التوجه:
لكن لكي يكون طريق التمرد «شرعيًا» وفقًا للاشتراكيين، كان عليه أن يكون هناك «استفزاز رجعي»، والذي ربطوه فورًا بدخول CEDA في الحكومة. وتزامن هذا التغيير في التوجه مع فشل التمرد الأناركي في ديسمبر 1933 الذي انهك CNT خلال الجمهورية الثانية.
وهكذا لم يدعي الاشتراكيون بإعلانهم عن الثورة للدفاع عن شرعية الجمهورية ضد هجوم CEDA، ولكن للرد على استفزاز مزعوم من أجل التحرك نحو الاشتراكية، جزئياً كان هذا السبب والسبب الآخر هو أنهم لم يعتقدوا أبدًا أن رئيس الجمهورية والحزب الراديكالي نفسه سيسمحان وصول CEDA إلى الحكومة، فألزموا أنفسهم رسميًا من الكورتيس ومن الصحافة أنه في حالة حدوث ذلك فإنهم سيثورون. وقد تم تعزيز هذا القرار من خلال نشاط الشباب الاشتراكي وأحداث فبراير 1934 في النمسا، عندما قام المستشار الاجتماعي المسيحي إنغلبرت دولفوس بسحق تمرد اشتراكي بقصف أحياء الطبقة العاملة في فيينا، الأحداث التي فسرها الاشتراكيون الإسبان على أنها تحذير لما يمكن توقعه في حالة وصول سيدا إلى الحكم. ومن الأحداث الأخرى التي أثرت أيضًا على التطرف الاشتراكي كانت وصول هتلر للسلطة بألمانيا في يناير 1933، وظهور العنف الفاشي للفلانخي الإسباني (في يناير 1934 قامت ميليشيا فلانخية بقيادة ماتياس مونتيرو بالاعتداء على العديد من الطلبة عند هجومها على مقر اتحاد المدارس الجامعية اليسارية في FUE بمدريد؛ ثم اغتيال خوانيتا ريكو الاشتراكي في يوليو على أيدي مسلحين من الفلانخيين، والتصريحات العدائية المستمرة لجيل روبليس ضد الديمقراطية لصالح «المفهوم الشمولي للدولة» والمظاهرات الفاشية لشباب العمل الشعبي JAP.
كان الإضراب الثوري العام الذي شكله الاشتراكيون في البداية هو بأقل صوره «شكلًا من أشكال الدفاع عن شرعية الجمهورية ضد الشرعية التي كونتها الوزارة الراديكالية [عند تشكيلها]، والتمرد الدفاعي المتجه لحماية الجماهير العاملة من الفاشية، وتصحيح اتجاه الجمهورية البرجوازية نحو التوجه الثوري الذي لن تتخل عنه الحركة العمالية الإسبانية». وبدا أن التخلي عن الشرعية البرلمانية يكشف تنصل الاشتراكيون من النظام المؤسسي التمثيلي تنصلًا متطابقًا بالذي مارسه الأناركيون في السنوات السابقة.
جرت الخطوة الأولى للاستراتيجية الاشتراكية الجديدة في يناير 1934 عندما قام الزعيم الاشتراكي فرانسيسكو لارجو كاباليرو بالدفاع عن «طريق التمرد» وقام أنصاره بطرد جوليان بيستيرو وغيره من القادة الاشتراكيين الآخرون ممن عارض الاستراتيجية «الثورية» من اللجنة التنفيذية لـ UGT. فاجتمع لدى لارجو كاباليرو في تلك اللحظة مناصب رئيس PSOE مع منصب الأمين العام لUGT بالإضافة إلى كونه القائد الأكثر شهرة من قبل الشباب الاشتراكي.
بمجرد هزيمة أنصار بيستيرو المعتدلين، شكلت لجنة مشتركة برئاسة لارجو كاباليرو وتتألف من ممثلين اثنين من PSOE واثنين من UGT واثنين من الشباب الاشتراكي JAP، ومهمتهم هي تنظيم الإضراب الثوري العام وحركة التمرد المسلحة. وجمعت اللجنة المشتركة على الفور في مدريد وفودًا من المقاطعات، وألقت تعليماتها بتشكيل «لجان ثورية» على المستوى المحلي بتنسيق من مجالس المقاطعات، وقيل لهم إن «انتصار الثورة سيعتمد على المدى الذي تصل إليه والعنف الذي تحدث به». بالإضافة إلى مجموعات لتخريب الخدمات العامة مثل الكهرباء والغاز والهواتف، فإن الميليشيات المكونة من أفراد يكونون أكثر تصميماً والتزاما بتعليمات قادتهم العسكريين.
كلفت اللجنة المشتركة إنداليسيو بريتو بالمهام الرئيسة وهي الإعداد العسكري للحركة وتوفير الأسلحة والقبض على الضباط في الثكنات. "فقدرة بريتو المعترف بها بالعمل، وخاصة مع شبكة علاقات شخصية مكثفة نسجها له نشاطه متعدد الأوجه - صحفي ونائب ووزير - منحه بعض النجاح المبدئي في جذب الموارد المالية وجمع السلاح. لكن انقلب نشاط بريتو إلى فشل مدوي، حين فشل بجذب ضباط الجيش للتمرد، كما أنه لم يتمكن من نقل الأسلحة إلى "اللجان الثورية". بالإضافة إلى أن مستودعات السلاح الثلاث المهمة في مدريد قد اكتشفها رجال الشرطة. ومنع الحرس المدني في منتصف سبتمبر 1934 من ادخال أسلحة إلى أستورياس كانت مخبأة في السفينة الفيروزية.
من ناحية أخرى دعم الاشتراكيون إنشاء تحالفات عمالية تم فيها دمج المنظمات البروليتارية الصغيرة، مثل اليسار الشيوعي أو كتلة العمال والمزارعين وهي التي أول من اقترح فكرة تشكيل تحالفات مناهضة للفاشية، ولكن ليس الاتحاد الوطني للعمل (CNT).
بدأت الفرصة بالتمرد بعد انتهاء الإجازة البرلمانية في 1 أكتوبر 1934، عندما أبلغت CEDA بأنها ستسحب دعمها لحكومة ريكاردو سامبر يمين الوسط مالم تكن جزءًا من الحكومة. أوكل ألكالا زامورا حل الأزمة إلى زعيم الحزب الجمهوري الراديكالي أليخاندرو ليروكس الذي وافق على مطلب سيدا وشكل الحكومة الجديدة في 4 أكتوبر مع ضم ثلاثة وزراء منهم. فأعلنت في نفس اليوم اللجنة الاشتراكية المتحدة الإضراب الثوري العام الذي يبدأ في الساعة 0 من يوم 5 أكتوبر. امتنع CNT الذي لعب دور البطولة في التمرد الأناركي في ديسمبر 1933 عن دعم الدعوة باستثناء منطقة أستوريا.

### الإضراب الثوري
أعلن الإضراب الثوري العام في 5 أكتوبر وتمت متابعته في جميع المدن تقريبًا (ولم يتم ذلك في الريف والذي خرج لتوه من الإضراب الخاص به)، وقمع ذلك التمرد المسلح، باستثناء أستورياس حيث جرت بعض عمليات إطلاق النار. وفي مدريد حاول بعض المتمردين احتلال مقر رئاسة الحكومة وبعض المنشآت العسكرية لكنهم لم ينجحوا، وذلك لعدم وجود استعداد عسكري له، استمر الإضراب حتى 8 أكتوبر عندما قبض على معظم أعضاء اللجنة الثورية اشتراكية.
في إقليم الباسك حيث لم يدعم القوميون الانتفاضة، استمر الإضراب في بعض النقاط حتى 12 أكتوبر. ووقعت اشتباكات مسلحة قوية في منطقة التعدين في بيسكاي حيث اضطر الجيش والحرس المدني إلى استخدام القوة ضد المتمردين. وقُتل مالا يقل عن 40 شخصًا، معظمهم من المضربين على أيدي الحراس. في إيبار وموندراغون تسببت أعمال العنف التي شنها المتمردون بالعديد من الضحايا بمن فيهم زعيم كارلي النائب مارسيلينو أوريخا.
فشل التمرد في جميع المقاطعات باستثناء أستورياس، لأن المقاتلين الاشتراكيين الملتزمين كانوا ينتظرون فتح أبواب الثكنات والجنود للانضمام إلى «الشعب الثوري»، لكن هذا لم يحدث أبداً. على العكس من ذلك عندما أعلنت الحكومة حالة الحرب فإنها تمكنت من استعادة النظام. في الواقع افتقر التمرد إلى التخطيط السياسي والعسكري. فشلت الثورة أيضًا لأنها لم تحظ بدعم CNT، باستثناء أستورياس ولأنها لم تستطع الاعتماد على عمال اليومية بعد انهاكهم في اضراب الربيع الكارثي.

### إعلان الدولة الكاتالونية

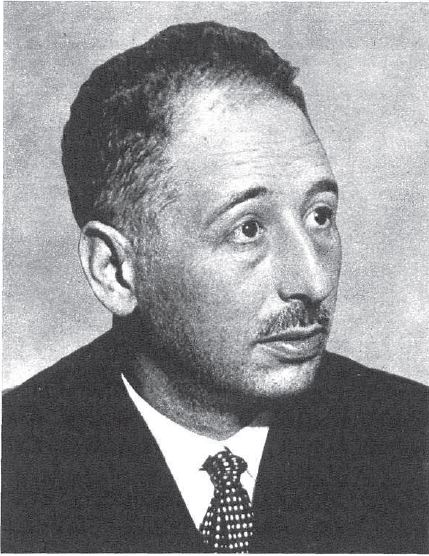
لويس كومبنيس الحاكم المدني لبرشلونة

في حوالي الساعة 8 مساء يوم السبت 6 أكتوبر، أي اليوم التالي من بدء الإضراب الثوري العام في كاتالونيا والذي دعا إليه تحالف العمال ، أعلنت حكومة كتالونيا برئاسة لويس كومبنيس عن الدولة الكاتالونية. ودعا إلى تشكيل حكومة مؤقتة للجمهورية ومقرها في برشلونة. ومع ذلك فإن هذا الانتهاك للشرعية ليس له صلة بالثورة العمالية الجارية، كما يتضح من حقيقة أن الحكومة الكتالونية رفضت تسليح الثوار وحتى تصرفت ضدهم. لكن الافتقار إلى التخطيط (على الرغم من أن وزير الداخلية جوزيب دينكا قام بتعبئة ميليشيات إسكيرا وموسوز دي إسكوادرا) والسلبية التي ردت بها نقابة CNT للقوى العاملة في كاتالونيا تسبب بإنهاء تمرد كاتالونيا بسرعة يوم 7 أكتوبر بتدخل من الجيش بقيادة الجنرال دومينغو باتيت، الذي أدى أدائه المعتدل إلى منع وقوع ضحايا كثر (مقتل ثمانية جنود وثمانية وثلاثون مدنياً). وتمكن من القبض على كومبنيس، وعلقت الحكومة المركزية الحكم الذاتي الكاتالوني واستبدالها مؤقتًا بالسيطرة العسكرية. أخيرًا أصدر البرلمان قانونًا في 2 يناير 1935 وافق على تعليق غير المحدد لنظام كاتالونيا (طالب اليمين الملكي بإلغائه نهائيا) واستعادة الإدارة المركزية للسلطات التي كانت منقولة إلى حكومة خينيرال.

### ثورة أستوريا
على عكس بقية إسبانيا التي فشلت فيها حركة التمرد، كانت هناك محاولة حقيقية للثورة الاجتماعية في أستورياس: «أكتوبر الأحمر». ومن أسباب اختلاف أستوريا كان انضمام CNT إلى التحالف العمالي بجانب UGT (انضم الحزب الشيوعي الإسباني متأخراً للغاية بعد أن حارب التحالف لعدة شهور)، وتم فيها إعداد التمرد بعناية، مع دعوات لإضرابات عامة سابقة وتوفير الأسلحة والديناميت التي تم الحصول عليها من خلال عمليات السطو الصغيرة على المصانع والمناجم، بالإضافة إلى تدريب مجموعات عسكريا.
بدأت التمرد في ليلة 5 إلى 6 أكتوبر بعدما سيطرت ميليشيات العمال وعددهم حوالي 20 ألف عامل معظمهم من عمال المناجم على أحواض نالون وكودال ثم حاصروا خيخون وأفيليس دخلوا العاصمة أوفييدو، على الرغم من أنهم لم يتمكنوا من احتلالها تمامًا (في وسط المدينة كان هناك قتال عنيف بين إنفاذ القانون والثوار). تزَعّم «اللجنة الثورية» النائب الاشتراكي رامون غونزاليس بينيا الذي قام بتنسيق اللجان المحلية وتوزيعها في جميع المدن وحاول الحفاظ على «النظام الثوري» (في بعض الأماكن تم اخفاء الأموال)، على الرغم من أنه لم يستطع منع موجة العنف التي اندلعت ضد الملاك وأشخاص من الجناح اليميني أو الديني، حيث قتل 34 شخصا (شيء لم يحدث في إسبانيا منذ 1834-1835). بالإضافة إلى حرق 58 كنيسة ودير والقصر الأسقفي ومدرسة دينية والقاعة المقدسة لكاتدرائية أوفييدو والتي تم إحياءها.
في 10 أكتوبر هبطت القوات الاستعمارية في خيخون (كتيبتان من الفيلق وكتيبتان من الأهلية النظامية من أفريقيا بقيادة العقيد خوان ياجوي)، بينما قاد الجنرال إدواردو لوبيز أوتشوا رتلا من غاليسيا. وكانت إدارة العمليات موجهة من مدريد بقيادة الجنرال فرانكو، بناء على طلب صريح من وزير الحرب دييغو هيدالغو. في الرابع عشر قبل تقدم القوات الحكومية أمر رامون غونزاليس بينيا المتمردين بالانسحاب إلى الجبال، رغم أن بعض جماعات الميليشيا رفضت الانصياع واستمرت القتال في شوارع أوفييدو. في 18 أكتوبر استسلم المتمردون، بعد مفاوضات بين الزعيم الجديد للتمرد بيلارمينو توماس والجنرال لوبيز أوتشوا. كان عدد الضحايا حوالي 1100 قتيل و 2000 جريح بين المتمردين، وحوالي 300 قتيل بين قوات الأمن والجيش.

### تفسير اليمين لثورة 1934
وصفت أحزاب وصحف اليمين (مثل ABC المتحدثة باسم اليمين المناهض للجمهورية والموريين وحزب التجديد الإسباني وصحيفة El Debate المرتبطة باليمين الكاثوليكي المتمثل في السيدا) إلى وصف الثوار بأنهم وحوش وكائنات غير إنسانية. غريزتهم الوحيدة هي القتل والتدمير فقط، لذلك فمصيرهم هو الموت أو السجن. وقالت جريدة ABC في 16 أكتوبر في وصف المتمردون الأستوريون بأن «إسبانيا أمام قائمة جرائم شهدتها لمدة ثلاث سنوات. من كاستيلبلانكو إلى أستورياس... فحسن إدارة إسبانيا التي هي واضحة المعالم ونظرة ثاقبة لن تترك البلد أبدًا لهؤلاء الحثالة والعفن ومجمع القمامة التي تكتنف أحشاءهم بذبح أولئك النساء والأطفال. إنهم مثيرو للاشمئزاز الذين لايستحقون أن يكونوا إسبانًا أو بشرًا» (16 أكتوبر). ووصفتها ABC في طبعاتها في 17 أكتوبر بأنها «وحشية ومتعطشة للدماء ومدمرة»، والتي كان مخرجوها يمتلكون «غرائز دنيئة للمادية الأكثر إثارة للاشمئزاز»، وهم من أتى بجرائم التخريب التي شكلت «انفجار ماركسي مروع».
وفي البرلمان وفقًا لـ ABC «كانت هناك روح إسبانية متكاملة» في 9 أكتوبر، وبالتحديد عندما حضر اليمين فقط الجلسة. ففي الكورتيس عرف خوسيه كالفو سوتيلو زعيم اليمين في التجديد الإسباني الوطن بأنه «أكثر من أرض وأكثر من مجتمع اصطلاحي»؛ إن هذا أكثر «تراثًا أخلاقيًا للتقاليد والمؤسسات والمبادئ والجوهر». وبالتالي تُفهم الأحداث الثورية على أنها ضرر يمس إسبانيا وخيانة للوطن، تستورد من «الصحافة النتنة المعادية للوطن». وبانتصار إسبانيا على تلك الثورة فإنها تستعيد نفسها.

### تفسير اليسار لثورة 1934
لم يدين اليسار الجمهوري والاشتراكي التمرد بحدة، لكنه برر ذلك بزعم أنه تم السماح بوصول «أعداء الجمهورية» إلى الحكومة. وكان هذا سببًا كافيًا للتسبب في استقطاب أيديولوجي كبير في الانتخابات فبراير 1936 التالية وكان بمثابة ذريعة لليسار لنزع الشرعية عن أي خيار لتوسيط الجمهورية وجذب جزء من اليمين الكاثوليكي للنظام، والتي يمكن أن تنشئ نظام مستقبلي. ولم تفسر الثورة على أنها فشل أو خطأ تستحق النقد الذاتي أو التصحيح، ولكنها بدلاً من ذلك ادعت أنها فعل من أفعال الدفاع عن النفس.
فإنداليسيو برييتو الموجود في المنفى قد أقر بنفسه أن الثورة قد عملت على «تعميق الهوة السياسية التي قسمت إسبانيا».

### القمع الحكومي
سُجِنَ حوالي ثلاثين ألف شخص جراء الثورة في جميع أنحاء إسبانيا. وتعرضت أحواض التعدين الأستورية لقمع عسكري قاس، فكانت هناك عمليات إعدام ميدانية لمتمردين مشتبه بهم، الذي برز على رأس ذلك القمع الضابط من الحرس المدني ليساردو دوفال برافو. وجرى تعذيب للمحتجزين مما تسبب بموت العديد منهم. وشجع بالقمع حملة الصحافة اليمينية المكثفة، مثل (ABC المتحدثة باسم اليمين المناهض للجمهورية وصحيفة El Debate المرتبطة باليمين الكاثوليكي)، للمطالبة بأعمال انتقامية بعد مقتل 34 رجل دين على أيدي المتمردين، وكذلك بعض جنود الحرس المدني ومدنيون من أيديولوجية المحافظين. كما تم اعتقال العديد من القادة اليساريين، ومن ضمنهم اللجنة الثورية الاشتراكية برئاسة فرانسيسكو لارجو كاباليرو. وأصدرت المحاكم العسكرية عشرين حكما بالإعدام على الرغم من تنفيذ حكمين فقط، وذلك بفضل تدخل رئيس الجمهورية نيكيتو ألكالا زامورا وتخفيفها إلى السجن مدى الحياة، وقاوم ضغوط CEDA والتجديد الإسباني اللتان طالبتا بقمع أشد قسوة.
أول من حوكم أمام المحاكم العسكرية هو القائد إنريك بيريز فاراس والنقيبان فريدريك إسكوفيت وريكارت ، اللذان كانا يتوليان قيادة موتسوس دي إسكوادرا المتورطين في التمرد الكاتالوني. وقد حُكم عليهم بالإعدام وصادقت الحكومة على الحكم في 17 أكتوبر، لكن تمكن رئيس الجمهورية نيكيتو الكالا زامورا بعد تذكير رئيس الحكومة ليروكس بأن المتورطين في سانخورخادا قد تم العفو عنهم، فأقر الرئيس في 31 أكتوبر تخفيف أحكام الإعدام على الرغم من معارضة كلاً من خوسيه ماريا جيل روبليس زعيم CEDA وميلكياديس ألفاريز زعيم الحزب الديمقراطي الليبرالي الجمهوري. أما التالي الذي تمت محاكمته فهو لويس كومبنيس رئيس حكومة كتالونيا وبقية رؤساء البلديات الذين حكم عليهم بالسجن لمدة 30 عامًا بتهمة «التمرد العسكري». أما بالنسبة لثوار أستورياس فقد صدر عليهم 17 حكمًا بالإعدام، ولكن تم تنفيذ حكمين فقط عليهما (رقيب هارب من الجندية قاتل إلى جانب عمال المناجم ومتهم بتفجير شاحنة بها 32 من الحرس المدني، والآخر متهم بقتل العديد من المدنيين). وكذلك خففت عقوبة الإعدام إلى اثنين من القادة الاشتراكيين في «ثورة أستورياس» وهما: تيودوميرو مينينديز ورامون غونزاليس بينيا في 29 مارس 1935، مما فتح أزمة خطيرة داخل حكومة الائتلاف الراديكالي-سيدا، حيث عارض كلاً من خوسيه ماريا جيل روبليس وميلكياديس ألفاريز وأعلنا توقفهما عن دعم الحكومة.

#### عملية ضد مانويل أثانيا
في 28 سبتمبر 1934 وصل مانويل أثانيا إلى برشلونة لحضور جنازة صديقه والوزير في إحدى حكوماته خاومي كارنر، الذي اضطر إلى ترك منصبه بسبب السرطان. في الوجبة التي أقيمت بعد الجنازة التي حضرها سياسيون من كاتالونيا ومن مدريد، حاول أثانيا إقناع الاشتراكي إنداليسيو برييتو وفرناندو دي لوس ريوس بعدم القيام بالتمرد الذي أعلنوه ضد سيدا إذا طلبت دخول الحكومة. ولم يعد أثانيا إلى مدريد بل بقي في برشلونة لبعض الوقت. حيث فضل الابتعاد عن العاصمة لعدة أيام بعد الإعلان عن الاضطرابات السياسية. في تلك الاتصالات التي حافظ عليها أثانيا في برشلونة مع إينداليسيو برييتو وفرناندو دي لوس ريوس والتي أثبتت مرة أخرى أن العلاقة مع الاشتراكيين قد تحطمت وأن اليسار الجمهوري حزب أثانيا ليست له علاقة بخطط التمرد الاشتراكي.
وفي يوم الجمعة 5 أكتوبر بعد الإعلان عن الإضراب العام في برشلونة، بقي أثانيا طوال اليوم في فندقه حيث ظل على اتصال هاتفي مع إدارة حزب اليسار الجمهوري في مدريد لكتابة بيان رفض فيه الطريقة لحل أزمة الكالا زامورا (الذي سمح لـ CEDA بدخول الحكومة). في حوالي الساعة الواحدة من اليوم التالي السبت 6 أكتوبر استقبل في فندقه الوزير في حكومة كتالونيا جوان لوهي فاليسكا الذي طلب منه المشاركة في الحركة ضد الحكومة المركزية التي من المفترض أن تقودها كتالونيا بالإعلان في الساعات القادمة الدولة الكاتالونية داخل الجمهورية الفيدرالية الإسبانية. لم يرفض أثانيا الدعوة فقط، بل وذكره بأنهم لم يدافعوا قط عن الجمهورية الفيدرالية («النظام ليس نظامي» على حد قولهم)، وحاول إقناع فاليسكا بأن لاتتخذ حكومة خنيراليتات تلك الخطوة، مشيرًا إلى أن الدفاع عن الجمهورية واستقلال كاتالونيا يجب أن يكون منسجما مع دستور 1931 والنظام الأساسي لاستقلال كاتالونيا لسنة 1932.
وحيث أنه لم يتم اتهامه بالتواطؤ مع ماكان سيحدث، حاول أثانيا مغادرة برشلونة لكنه لم يتمكن من الخروج، فذهب إلى شقة أحد معارفه حيث أمضى الأيام الثلاثة التالية. (في نفس الوقت تقريبًا من مغادرة أثانيا الفندق تحدث ليروكس إلى الجنرال باتيت الذي ابلغه من بين أمور أخرى بأن أثانيا كان يكتب بيانًا لكومبنيس «يفترض أنها تحريض على الفتنة») فتحققت مخاوف أثانيا من الصحافة اليمينية في مدريد، التي تعلم بأنه في برشلونة واتهمته بالوقوف وراء تمرد الخنيراليتات (صحيفة El Debate في يوم 7:«أثانيا الماسوني هناك»)، فاخترعوا قصصًا بأنه نشر بالإذاعة دعوة «الكاتالانيين للوقوف على قدم وساق» (ABC في يوم 7) وأنه تمكن من الفرار من قصر الحكومة الكتالونية [الإنجليزية] من خلال المجاري (ABC في 9 أكتوبر). وفقًا للمؤرخ جابرييل جاكسون فإن هذا الخبر الخاطئ أتي من البيان الذي أدلى به مدير الأمن العام في يوم 7 من الشهر، والذي قال فيه أن أثانيا وعصابته فروا من خلال شبكة المجاري التي في المبنى.
وفي يوم الثلاثاء الموافق 9 أكتوبر ألقت الشرطة القبض على أثانيا في المنزل الذي كان يقيم فيه منذ اليوم السادس (أخبر أثانيا مرافقيه بمكان وجوده) ونقل إلى مقر الشرطة حيث قضي ليلته فيها دون أن يخبره أحد عن سبب اعتقاله. في اليوم التالي أدخل إلى السفينة «Ciudad de Cádiz» الراسية في ميناء برشلونة التي استولى عليها الجيش وحولها إلى سجن. هناك قدم أول بيان له إلى الجنرال سيباستيان بوزاس الذي كان مقتنعا ببرائته. وفي نفس اليوم أكد الرئيس ليروكس الذي كان مبتهجا أمام الصحافة بأن أثانيا تدخل في «وثائق شاملة ومثيرة للاهتمام للغاية، وثائق رجل سياسي قام بصنع تنظيم بنفس أهمية التنظيم الذي نقل أثانيا إلى برشلونة" (التي تبين أنها كلها كاذبة). وفي 13 أكتوبر قدم المدعي العام للجمهورية إلى المحكمة العليا وهي هيئة مختصة للحكم على نائب مثل أثانيا، شكوى بجريمة تمرد وطلب منها أن تطلب من البرلمان أن يكون قادرا على محاكمته. في 31 أكتوبر نُقل أثانيا إلى السفينة الحربية "الكالا جاليانو" أولاً ثم إلى "سانشيز باركيزيتيغي" لاحقا، حيث نال المزيد من الرعاية. وتلقى يوميا مئات الرسائل وبرقيات التضامن والدعم.
وخلال سجنه وجهت مجموعة مهمة من المثقفين رسالة مفتوحة إلى الحكومة في 14 نوفمبر نددت فيها بالاضطهاد الذي تعرض له أثانيا، لكن الرقابة منعت الرسالة من نشرها في الصحف. وكانت المرة الأولى التي وصفت علنا الإجراء المتخذ ضد أثانيا بأنه اضطهاد. ووقع خطاب إلى الرأي العام كل من أثورين ولويس باجاريا وخوسيه بيرغامين وأليخاندرو كاسونا وأميريكو كاسترو وأنطونيو إسبينا وأوسكار إسبلا وليون فيليبي وغارسيا ميركادال وخوان رامون خيمينيث وغريغوريو مارانيون وإيزابيل دي بالينسيا وبايي إنكلان ولويس دي ثاليتا. ووصفت صحيفة "Debate" الكاثوليكية التابعة لسيدا الموقعين «بالفكر الكاذب وليس به محتوى إسباني».
في 28 نوفمبر وافق الكورتيس على طلب 172 صوتًا (الراديكاليون وسيدا والزراعيون والملكيون) مقابل 20 (مع غياب الاشتراكيين والجمهوريين). ولكن بعد شهر، أي في 24 ديسمبر رفضت المحكمة العليا الشكوى لعدم كفاية الأدلة وأمرت بالإفراج الفوري عن أثانيا. في 28 ديسمبر استعاد أثانيا حريته بعد اعتقال قانوني مشكوك فيه استمر لمدة تسعين يومًا.

## الحكومة الراديكالية-سيدا (أكتوبر 1934 - سبتمبر 1935)
على الرغم من فشل اليسار في «ثورة أكتوبر» بسبب انشقاق الاشتراكيين والفوضويين، الذي أجبره أن يتخلى عن «طريق تمرد»، إلا أن تلك الثورة زادت من مخاوف اليمين من أنها قد تنجح في المرة التالية. وقد زاد هذا من ضغطه على شريكه في الحكومة الحزب الراديكالي لتنفيذ سياسة «معاداة للإصلاح» أكثر دقة («معاداة للثورة») والتي لم تتوقف عن خلق توترات متزايدة بين يمين الوسط الجمهوري واليمين المتكتل في السيدا CEDA والحزب الزراعي (المدعوم خارجا من اليمين الملكي والفاشيين). يرى بعض المؤلفين أن ثورة أكتوبر أقنعت CEDA بضرورة الوصول إلى رئاسة الحكومة لتكون قادرة على اتخاذ «دورا استبداديا» الذي يحتاجه النظام. لقد كشفت هزيمة ثورة أكتوبر بأنه يكفي إثارة أزمة حكومية لنيل مناصب أعلى. ومن ناحية أخرى أكد نقاد آخرون أن النظام البرلماني استمر في مساره ولم يعلق الكورتيس إلى أجل غير مسمى، وكذلك لم تستغل سيدا الفرصة لتأسيس نظام استبدادي بالرغم من الانتقادات الشديدة التي تلقتها من اليمين الملكي.
ظهرت أولى لحظات التوتر بين الراديكاليين والسيدا بعد «ثورة أكتوبر» مباشرة، عندما رفضت أحزاب يمين الوسط الجمهوري تبني تدابير قمع قاسية ضد «ثوريي أكتوبر» كانت سيدا قد طالبت بها. ولذلك فقد أجبرت سيدا في 7 نوفمبر رئيس الحكومة ليروكس تحت تهديد سحب الدعم من الحكومة، على ايقاف وزير الحرب دييغو هيدالغو ووزير الدولة ريكاردو سامبر اللذان اعتبرهما اليمين مسؤولين عن وقوع تلك الأحداث، لعدم معرفتهما بكيفية وقف تلك الثورة. وفي ديسمبر جاء الدور على وزير التعليم الليبرالي الديمقراطي فيليبرتو فيلالوبوس هو الذي حاول منذ البداية تخفيف الإنفاق على التعليم لمواصلة بناء المدارس العامة. وقد حاول تنفيذ بعض الإصلاحات التعليمية المرتبطة بمقترحات في فترة السنتين الأولى. كان عليه أن يستقيل لأنه وفقًا لسيدا فإن وزارته لا تزال تهيمن عليها «سياسة ماركسية وثورية».
وفي أوائل أبريل 1935 اندلعت أخطر أزمة سببتها سيدا عندما رفض وزرائها الثلاثة الموافقة على تخفيف عقوبة الإعدام لاثنين من القادة الاشتراكيين في «ثورة أستورياس» (النواب رامون غونزاليس بينيا وتيودوميرو منينديز). فسعى ليروكس إلى إيجاد طريقة بتشكيل حكومة يكون فيها حزب سيدا خارجا منها بفضل الثقة الممنوحة من رئاسة الجمهورية والتي عند استخدام صلاحياتها، أوقفت جلسات الكورتيس لمدة شهر. وكانت تلك الحكومة المحلية غالبيتها من الراديكاليين والليبراليون الديمقراطيون، ولكن بمجرد إعادة فتح البرلمان في شهر مايو لم تنل على الدعم البرلماني الضروري للحكم بسبب معارضة CEDA (والحزب الزراعي) التي أجبرت ليروكس بقبول مطالبهم: زيادة وزراء سيدا من ثلاثة إلى خمسة وزراء، من ضمنهم رئيس الحزب خوسيه ماريا جيل روبليس الذي طالب لنفسه وزارة الحرب.
ولأول مرة منذ تأسيس الجمهورية لم تعد الأغلبية في حكومة ليروكس التي شكلت في 6 مايو 1935 تحت سيطرة الجمهوريين من يمين الوسط، ولكن أضحت بيد اليمين المتكتل من حزبي سيدا والزراعي، التي أصبحت سياستها أكثر يمينية من سياسة الحكومة الراديكالية السابقة. فقامت بإزاحة مانويل خيمينيز فرنانديز الذي كان على رأس وزارة الزراعة ووضع سياسة إصلاحية معتدلة، وعينت نيكاسيو فيلايوس فيلايوس الذي أطلق على الفور برنامجًا «للإصلاح الزراعي المضاد». فبدأ الراديكاليون بعملية تصحيح للجمهورية، فقطعوا كل الجسور الممكنة مع الجمهوريين من اليسار والاشتراكيين، خاضعين لإرادة سيدا ومطالب أصحاب العمل وملاك الأراضي الانتقامية. فكان قرار كلارا كامبوامور نائبة الحزب الجمهوري الراديكالي بترك الحزب بسبب عدم موافقتها على سياساته اليمينية المتزايدة. ولكن مع ذلك حتى في ظروف 1935، لم يتم إدخال تغييرات جذرية في مسائل ذات حساسية كبيرة مثل التعليم أو العلاقات بين الكنيسة والدولة، كما أن الحكومة لم تكن قادرة على التقدم في هدف برنامج سيدا الكبير، وهو تعديل الدستور. وإن كانت هناك تغييرات في السياسة الزراعية والعمالية والعسكرية.

### السياسة الزراعية بين فرنانديز وفيلايوس
في الفترة مابين أكتوبر 1934 وأبريل 1935 كانت وزارة الزراعة بيد الليبرالي مانويل خيمينيز فرنانديز المدافع عن الكاثوليكية الاجتماعية، وعلى الرغم من أنه أوقف مؤقتًا مصادرة الأراضي التي أنشأها قانون الإصلاح الزراعي لسنة 1932 إلا أنه مدد التشريع الإصلاحي بقانون ينتروس المؤرخ 21 ديسمبر 1934 الذي مدد أخذ فلاحي إكستريمادورا للأراضي. ووضع موضع التنفيذ وإن كان جزئيًا مرسوم تكثيف المحاصيل التي ألغاها سلفه سيريلو ديل ريو، وبالتالي أنهى الخوف من تهديد طرد الملاك للمزارعين من الأراضي.
قام خيمينيز فرنانديز بترويج مشروع أكثر طموحًا، وهو قانون عقود الإيجار الريفية، والذي سعى لحماية حقوق القاطنين الجدد، مما يضمن لهم شراء الأراضي في غضون اثني عشر عامًا من الاستغلال بسعر معقول. لكن عندما أصدر الكورتيس القانون في 15 مارس 1935، أفرغه من المحتوى الاجتماعي الذي كان يتمتع به عند اصداره بالحرية تامة في عمل عقود الإيجار، وإلغاء التشريعات السابقة المتعلقة بالتأجير من الباطن والإيجارات الجماعية وعمليات الإخلاء ومراجعة الإيجار. والقانون الثالث بشأن زيادة المحاصيل الصغيرة، والذي لم يمكن جزء من المزارع الكبيرة في إكستريمادورا من الازدهار. وبسبب تلك المبادرات نال خيمينيز فرنانديز على لقب «الماركسي المقنع» أو «البلشفي الأبيض» من قبل منظمات المالكين الذين ضغطوا على حزبهم سيدا ومعهم بعض المتنفذين بالحزب على اخراجه من الحكومة.
في الحكومة الجديدة في 6 مايو استبدل بخيمينيز فرنانديز عضو في الحزب الزراعي ومالك الأراضي الكبير نيكاسيو فيلاوس فيلاوس، الذي بدأ على الفور سياسة «إصلاحية مضادة». فلم يجدد قانون ينتروس، مما تسبب بطرد فوري لآلاف العائلات من الأراضي التي قامت بزراعتها. ثم قدم في 3 يوليو قانون للإصلاح الزراعي والذي تمت الموافقة عليه في 1 أغسطس 1935، وهذا يعني التجميد النهائي للإصلاح الذي بدأ في فترة السنتين الأولى. بالإضافة إلى أن القانون الجديد الذي فقط ترك قانونًا رسميًا لسنة 1932 ساري المفعول، فقام بالمصادرة دون تعويض (لذلك أجبر معهد الإصلاح الزراعي على دفع ثمن الأراضي المصادرة من طبقة النبلاء لتورطه في سانخورخادا)، وكذلك منح السلطة لأصحاب المزارع المصادرة بالتدخل في تقييم ممتلكاتهم رسميا، والتفاوض على كل حالة مع معهد الإصلاح الزراعي، ويمكنهم أيضًا اللجوء إلى المحاكم (مما يعني في الواقع زيادة التعويضات). ولكن كانت أموال معهد الإصلاح الزراعي محدودة لكي تدفع أكثر، ولم تتمكن من تسوية أكثر من ألفي فلاح في السنة، وتوقف إعداد سجل الممتلكات المصادرة. ومع ذلك قدم القانون بدعة جديدة: إمكانية إجراء عمليات مصادرة لأسباب «المنفعة الاجتماعية»، وهي الجملة التي قامت حكومات الجبهة الشعبية باستخدامها بقوة في الأشهر الأولى من سنة 1936.
تم تفكيك المنظمات الاشتراكية للعمال اليومية تماما، وتوقفت هيئات المحلفين المختلطة في الريف عن العمل، واستعيض عن أكثر من 2000 بلدية يسارية اشتراكية وجمهورية أي 20٪ من اجمالي البلديات، باللجان الإدارية التي عينتها الحكومة من أعضاء الحزب الجمهوري الراديكالي و CEDA. كل هذا أدى إلى تدهور ملحوظ في الظروف المعيشية للعمال اليومية، الذين اضطروا إلى قبول أجور منخفضة للحصول على وظائف.

### الإصلاح المضاد للعمل-الاجتماعي
بعد «ثورة أكتوبر» والقمع القاسي الذي أعقبها، حيث علقت هيئات المحلفين المختلطة، وأصدر لاحقا قانون قمع أصوات العمال ومكن أرباب العمل على الضغط في التفاوض على الرواتب وظروف العمل. استمر الهجوم على النقابات بالموافقة في 1 ديسمبر 1934 على مرسوم أعلن أن الإضرابات المسيئة غير قانونية (تلك التي تحوي على عمالة أو التي ليس لديها تصريح حكومي). في يناير 1935 قدم وزير العمل خوسيه أوريول أنجويرا دي سوجو مشروع قانون يحد من عمل النقابات، على الرغم من أنه لن تتم الموافقة عليه نهائيًا. فتم فصل آلاف العمال بحجة مشاركتهم في «ثورة أكتوبر» أو لمجرد الانتماء إلى النقابات.
كانت عواقب «الإصلاح المضاد للعمل الاجتماعي» تجميد الأجور، وحتى انخفاضها في قطاعات معينة، وزيادة ساعات العمل في قطاعات أخرى. إذا اقترن ذلك بزيادة البطالة نتيجة الكساد الاقتصادي، فقد كان معلوما وضع الطبقات العاملة الصعب في تلك السنوات.
فيما يتعلق بالبطالة فقد حاولت الحكومة تنفيذ بعض التدابير ذات نطاق محدود جدا، لكنها تحطمت أمام سياسة الميزانية التقييدية التي تم اعتمادها مما يجعل من المستحيل على سبيل المثال الموافقة على «خطة الأشغال العامة الصغيرة» التي اقترحها لويس لوسيا من حزب سيدا لخلق فرص للعمل.

### سياسة جيل روبلز العسكرية
طالب جيل روبلز لنفسه منصب وزير الحرب في التغييرات الوزارية في مايو 1935، ومن هذا المنصب أكد على السياسة التي بدأها الوزير دييغو هيدالغو لتعزيز دور الجيش المشكوك في ولائه للجمهورية، على الرغم من القسم الذي أدوه جميعا. وهكذا احتل رأس الهرم العسكري، وتولى الجنرال فانجول وهو ملكي يميني متطرف منصب وكيل الوزارة؛ كان الجنرال فرانكو رئيسًا للأركان العامة المركزية (على الرغم من معارضة رئيس الجمهورية الذي علق قائلاً: «إن الجنرالات الشباب يطمحون إلى قيادة الانقلابات»؛ وكذلك تم تعيين الضابطين اللذين كانا يديران الاتحاد العسكري الإسباني شبه السري والمعارض للجمهورية [UME]، وهما المقدم فالنتين غالارزا والنقيب بارتولومي باربا هيرنانديز؛ وكان جنرال إميليو مولا قائدًا للجيش المغربي؛ والجنرال غوديد الموجه العام للملاحة الجوية. سيكون كل هؤلاء الجنرالات هم الذين قادوا انتفاضة يوليو 1936 التي أشعلت الحرب الأهلية الإسبانية. من ناحية أخرى فقد طرد الجيش الجنرالات الأكثر ولاءً للجمهورية، مثل الجنرال ريكيلمي والجنرال روميراليس والجنرال إدواردو لوبيز أوتشوا، من مناصبهم وتعرض الضباط الذين يعتبرون «يساريين» لأعمال انتقامية مهنية.

## نهاية فترة السنتين التاليتين (سبتمبر 1935- فبراير 1936)

### فشل الإصلاح الدستوري
كان أحد الاتفاقات المتفق عليها بين الأحزاب الأربعة التي شكلت الحكومة ليروكس الجديدة (سيدا والحزب الزراعي والحزب الجمهوري الديمقراطي الليبرالي والحزب الجمهوري الراديكالي) في مايو 1935 هو تقديم مشروع «مراجعة» للدستور (والذي كانت أهم نقطة في «البرنامج الأدنى» التي عرضتها سيدا في الانتخابات). على الرغم من أن يمين الوسط الجمهوري و CEDA اختلفا حول نطاق إصلاح دستور سنة 1931، في بداية يوليو 1935 توصلوا إلى مبدأ الاتفاق وعرض ليروكس على الكورتيس مسودة أولية تقترح التغيير أو الغاء 41 مادة: الغاء نطاق الحكم الذاتي للمقاطعات مع سيطرة متزايدة للحكومة المركزية؛ فتح الطريق لمنع الطلاق؛ اصرار حزب سيدا على تعديل المادتين 26 و 27، وإزالة جزء كبير من محتواهما «الاضطهادي» للكنيسة الكاثوليكية؛ تم تأسيس مجلس الشيوخ، باعتباره الغرفة الثانية للكورتيس. ومع ذلك فإن المناقشات كانت أبدية لأن المسودة لم ترض أي طرف بالكامل.
في الأول من سبتمبر عام 1935 في تجمع شباب سيدا (JAP)، أعلن جيل روبليس أنه يتطلع إلى «المراجعة الكاملة» للدستور وأضاف: إذا لم يوافقوا على ذلك، فهو برلمان ميت ويجب أن يختفي، الخطاب الذي كان يقرن به دائمًا ببيانات قدمها للقانون، وألقى خطابًا مربكًا ولكنه واعيًا.
إن مسألة إصلاح الدستور وعودة بعض السلطات التي تم تعليقها بسبب «ثورة أكتوبر» إلى «حكومة كتالونيا» قد فتحت أزمة في الحكومة. لذلك ففي 17 سبتمبر استغل ليروكس استقالة وزير البحرية أنطونيو رويو فيلانوفا وهو عضو غاضب مناهض للكاتالونية في الحزب الزراعي حيث طالب بإلغاء قانون استقلال كاتالونيا، وتبعه شريكه في الحزب نيكاسيو فيلايوس فيلايوس، فحل حكومته وتخلي عن الاستمرار في قيادتها. فقبل رئيس الجمهورية ألكالا زامورا استقالة ليروكس وحل محله الممول الليبرالي خواكين شابابريتا الذي حافظ على تحالف سيدا الراديكالي مع ليروكس وجيل روبلز في الحكومة، وأضاف وزير من العصبة الإقليمية لتوسيع قاعدته البرلمانية. لكن هذه الحكومة التي تشكلت في 25 سبتمبر تأثرت بفضيحة سترابرلو التي تسببت بمغادرة ليروكس الحكومة في 29 أكتوبر ومعه بقية الوزراء الراديكاليين، وبعد ذلك ظهرت فضيحة نومبيلا التي شكلت الانقلاب النهائي للحزب الجمهوري الراديكالي، حيث لم يتمكن من العودة إلى الحكم.

### هجوم سيدا الأخير
انهار الراديكاليون نتيجة فضيحتي سترابرلو ونومبيلا، مما أقنع جيل روبليس بأن الوقت قد حان لإطلاق المرحلة الثالثة من استراتيجيته للوصول إلى السلطة وسحب الدعم عن حكومة شابابريتا بذريعة عدم موافقته على مشروع الإصلاح الضريبي. وفي 9 ديسمبر 1935 وهو اليوم الذي أكمل فيه دستور 1931 أربع سنوات من عمره (لذلك فمنذ تلك اللحظة لم يكن هناك حاجة إلى أغلبية ثلثي النواب لتعديل الدستور ولكنه بحاجة إلى الأغلبية المطلقة)، فطالب لنفسه رئاسة الحكومة. لكن رئيس الجمهورية ألكالا زامورا رفض منح السلطة لقوة «تكتل» لم يعلن إخلاصه للجمهورية عند تصويته لصالح البرلمان التأسيسي. استفاد ألكالا زامورا من تفسير الدستور وأدار مناورة تشكيل حكومات مستقلة سريعة الزوال حكمت لبضعة أسابيع مع إغلاق البرلمان. عندما التقى قام بمراقبة الموعد وتكررت العملية مرة أخرى. أصبحت الخلافات بين رئيس الجمهورية وجيل روبليس متوترة للغاية بعد ظهر يوم 11 ديسمبر عام 1935، عندما هدد ألكالا زامورا بحل الكورتيس والدعوة إلى الانتخابات، في محاولة أخيرة للسماح لحزب سيدا بحكومة يرأسها رئيس من حزب آخر. لم يستسلم جيل روبليس لموقف ألكالا زامورا ورد بإتهام مضاد، وهو ما اعتبره مخالفًا لقواعد النظام البرلماني، على الرغم من أن التصميم الدستوري للرئاسة سمح بوجود حكومات لم يوافق عليها المجلس. في تلك الظروف عرض الجنرال فانجول على جيل روبليس بعمل انقلاب عسكري لدعمه، ولكنه رفض العرض، وأيضًا لم يكن لديه الدعم الكافي من العسكر. وفي هذه الظروف عرض رئيس الجمهورية على مانويل بورتيلا فالاداريس بتشكيل الحكومة، الذي شكل في 15 ديسمبر مجلس وزراء جمهوري من يمين الوسط باستثناء سيدا. مرة أخرى وجد أن هذا الخيار لم يحظ بالدعم الكافي في الكورتيس، وأخيراً قام ألكالا زامورا بحل البرلمان في 7 يناير ودعا إلى الانتخابات في 16 فبراير 1936 و1 مارس.

### التفاف اليسار الاشتراكي والجمهوري حول أثانيا
جاء اقتراح العودة إلى التحالف الجمهوري-الاشتراكي في فترة السنتين الأولى بمبادرة من اليسار الجمهوري وبالتحديد من زعيمهم مانويل أثانيا، الذي أصبح بعد اعتقاله الجائر بسبب أحداث أكتوبر إلى «شهيد سياسي» ورمز لليسار. فبعد دخول المزيد من وزراء سيدا إلى الحكومة في مايو 1935، قام أثانيا بجولة في البلاد حيث نظم ثلاث مظاهرات حاشدة: مسيرة ملعب ميستايا (فالنسيا) في 26 مايو؛ وفي باراكالدو (الباسك) يوم 14 يوليو، وكومياس (مدريد) في 20 أكتوبر من أجل تحقيق «الفهم الجمهوري» لاستعادة القيم الديمقراطية إلى النظام.

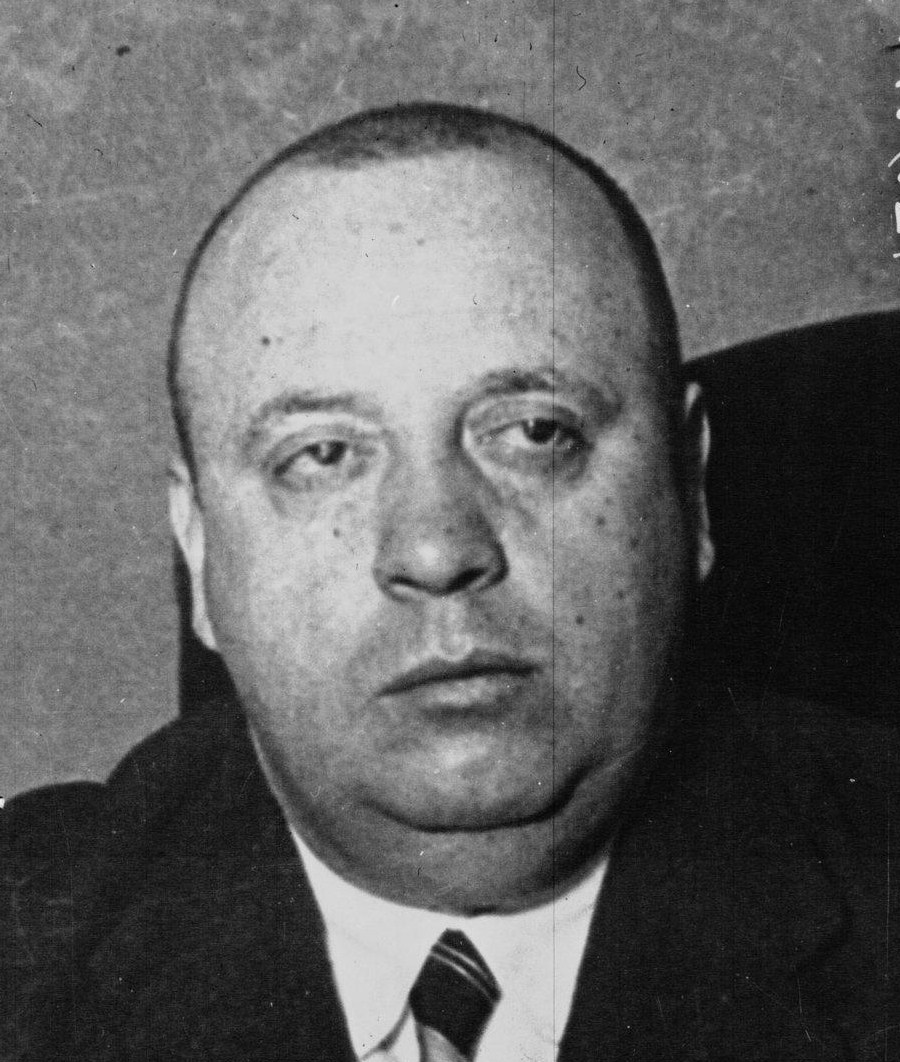
إنداليسيو برييتو سنة 1936

في أبريل 1935 توصل أثانيا إلى اتفاق «التقاطع الجمهوري» بين حزبه (يُطلق عليه الآن اليسار الجمهوري بعد دمج العمل الجمهوري في العام السابق مع الحزب الراديكالي الاشتراكي لمارسيلينو دومينغو و ORGA في سانتياغو كاساريس كيروغا) والاتحاد الجمهوري لدييغو مارتينيز باريو، اللذان انفصلا سنة 1934 عن الحزب الجمهوري الراديكالي، والحزب الوطني الجمهوري لفيليبي سانشيز. وفي منتصف نوفمبر 1935 عرض أثانيا على الحزب الاشتراكي العمالي الإسباني تشكيل ائتلاف انتخابي على أساس الاتفاق المشترك لقوى اليسار الجمهوري.
كان جزء من القطاع الاشتراكي بزعامة إنداليسيو برييتو دافع عن الاتفاق، في حين كان القطاع الذي يرأسه فرانسيسكو لارجو كاباليرو مترددًا في ذلك، ولتعزيز «العمال» فإن جزء من التحالف فرض ادخال الحزب الشيوعي الإسباني (PCE) معه، مما حفز خروج التكتل الجمهوري لحزب سانشيز. من ناحية أخرى غيَّر PCE موقفه فيما يتعلق بالاشتراكيين (الذين اعتبروه حتى ذلك الحين «عدو» الثورة) بعد المؤتمر السابع للأممية الثالثة الذي عقد في موسكو صيف 1935، حيث أطلق ستالين شعاره الجديد بتشكيل «جبهات مناهضة للفاشية». تم توقيع اتفاقية الائتلاف الانتخابي بين الجمهوريين من اليسار والاشتراكيين في 15 يناير 1936. عندما وقع PSOE بالنيابة عن PCE والمنظمات العمالية الأخرى.
أطلق على برنامج التحالف اسم الجبهة الشعبية، على الرغم من أن هذا المصطلح لم يظهر في الوثيقة الموقعة في 15 يناير وأن أثانيا لم يتقبل هذا الاسم، كان ذلك من جانب اليسار الجمهوري (ولم يتم ذكر سوى تطلعات قوى «العمال» التي اختلف معهم اليسار الجمهوري). وشمل البرنامج أولاً العفو عن الجرائم «السياسية والاجتماعية» (إطلاق سراح جميع معتقلي «ثورة أكتوبر»)، واستمرار التشريعات الإصلاحية لفترة السنتين الأولى واستئناف عمليات استقلالية المناطق، مما يستلزم إصلاح محكمة الضمانات الدستورية. وتشكيل الحكومة حصريًا من اليسار الجمهوري، وسيقوم الاشتراكيون بتقديم دعمهم من البرلمان للوفاء بالبرنامج المتفق عليه. وهكذا كان تحالف 1936 ظاهريًا مقصورًا على الانتخابات، وبالتالي اختلف تمامًا عن 1931.

## انتخابات فبراير 1936
لمواجهة ائتلاف اليسار الانتخابي المسمى بالجبهة الشعبية (وانضم إليهم اليسار الجمهوري لكتالونيا من كاتالونيا ومعه أحزاب قومية أخرى تحت اسم «جبهة اليسار»)، شكل اليمين جبهة تنظيم كتالونيا باتحاد أحزاب سيدا والمجموعة الإقليمية الراديكاليين والتقليديين)، ولكنه لم يتمكن من فرض جبهة متجانسة كما كان في 1933، لأن حزب سيدا في محاولته أخذ السلطة وتجنب انتصار اليسار تحالف في بعض الدوائر الانتخابية مع القوى المناهضة للجمهورية (الملكيين الفونسويين والكارليين) وفي دوائر أخرى مع يمين الوسط الجمهوري (أحزاب راديكالية وديمقراطية-ليبرالية وتقدمي جمهوري)، فأضحى من المستحيل تقديم برنامج مشترك. وماكان جيل روبليس يعتزم تشكيله هو «الجبهة الوطنية المناهضة للثورة» أو «جبهة الثورة المضادة» تستند إلى شعارات «مناهضة» أكثر من برنامج حكومي محدد، لتكوين أكبر عدد من القوى السياسية ومنع انتصار اليسار (فكانت شعاراته:“ضد الثورة وشركائها” و“من أجل الله وإسبانيا”! وجعل الحملة باعتبارها معركة بين إسبانيا الكاثوليكية ... والثورة الرهيبة البربرية الفظيعة). لم يتم إعادة تشكيل «اتحاد اليمين» في 1933 كما طالب الملكيون، لذلك ظهر «التجديد الإسباني» في عدة دوائر منفردا تحت اسم «الكتلة الوطنية» بقيادة خوسيه كالفو سوتيلو. كما تم تقديم «المحور» ليكون الطرف الثالث في الانتخابات بزعامة رئيس الحكومة بورتيلا فالاداريس وبرعاية رئيس جمهورية نيكيتو ألكالا زامورا، الذي سعى إلى توطيد تمركز جمهوري للتغلب على الاستقطاب الثنائي الناجم عن ثورة أكتوبر.
سجلت تلك الانتخابات أعلى مشاركة جرت خلال الجمهورية الثانية (72.9٪)، وذلك بسبب تصويت العمال الذي لم يقتدي بشعارات الأناركيين الممتنعين. وفقًا للدراسة التي أجراها المؤرخ خافيير توسيل حول الانتخابات والتي لا تزال تعتبر اليوم أفضل تحليل لها، كانت النتيجة توزيعًا متوازنًا جدًا للأصوات مع زيادة بسيطة لليسار (47.1٪) عن اليمين (45.6٪)، في حين نال المحور على 5.3٪، ولكن حسب النظام الانتخابي فقد أدى إلى أغلبية فضفاضة لائتلاف «الجبهة الشعبية». بالإضافة إلى مستجدات السقوط الانتخابي الكبير للحزب الراديكالي (من 104 نواب سنة 1933 إلى 5 فقط في 1936)، وأظهرت النتائج وجود ثلاث قوى سياسية كبرى: الجمهوريون في اليسار (125 نائبا: 87 من اليسار الجمهوري و 38 من الاتحاد الجمهوري)، وحزب سيدا في اليمين (انخفض نوابه من 115 نائبا في 1933 إلى 88، وكذلك الحزب الزراعي من 36 إلى 11)؛ وحزب PSOE اليساري (من 58 نائبا إلى 99). ودخل الحزب الشيوعي البرلمان بـ 17 نائبا، وكذلك حزب النقابات العمالية والحزب الماركسي POUM بنائب واحد لكل منهم. وفي المجموع ضمت «الجبهة الشعبية» 263 نائبا، واليمين 156 نائبا وأحزاب يمين الوسط 54 نائبا.